# Список народжених 24 лютого
Цей список є частиною статті 24 лютого. Інформація зі статті винесена в окремий список у зв'язку з її великим обсягом.
У цьому списку вказані відомі люди, що народилися 24 лютого. Зазначені особи наводяться по роках народження. Вказано рік народження, прізвище, ім'я, по батькові, коротку інформацію про особу, рік смерті.
Див. також категорію «Народились 24 лютого»

## До XVIII століття

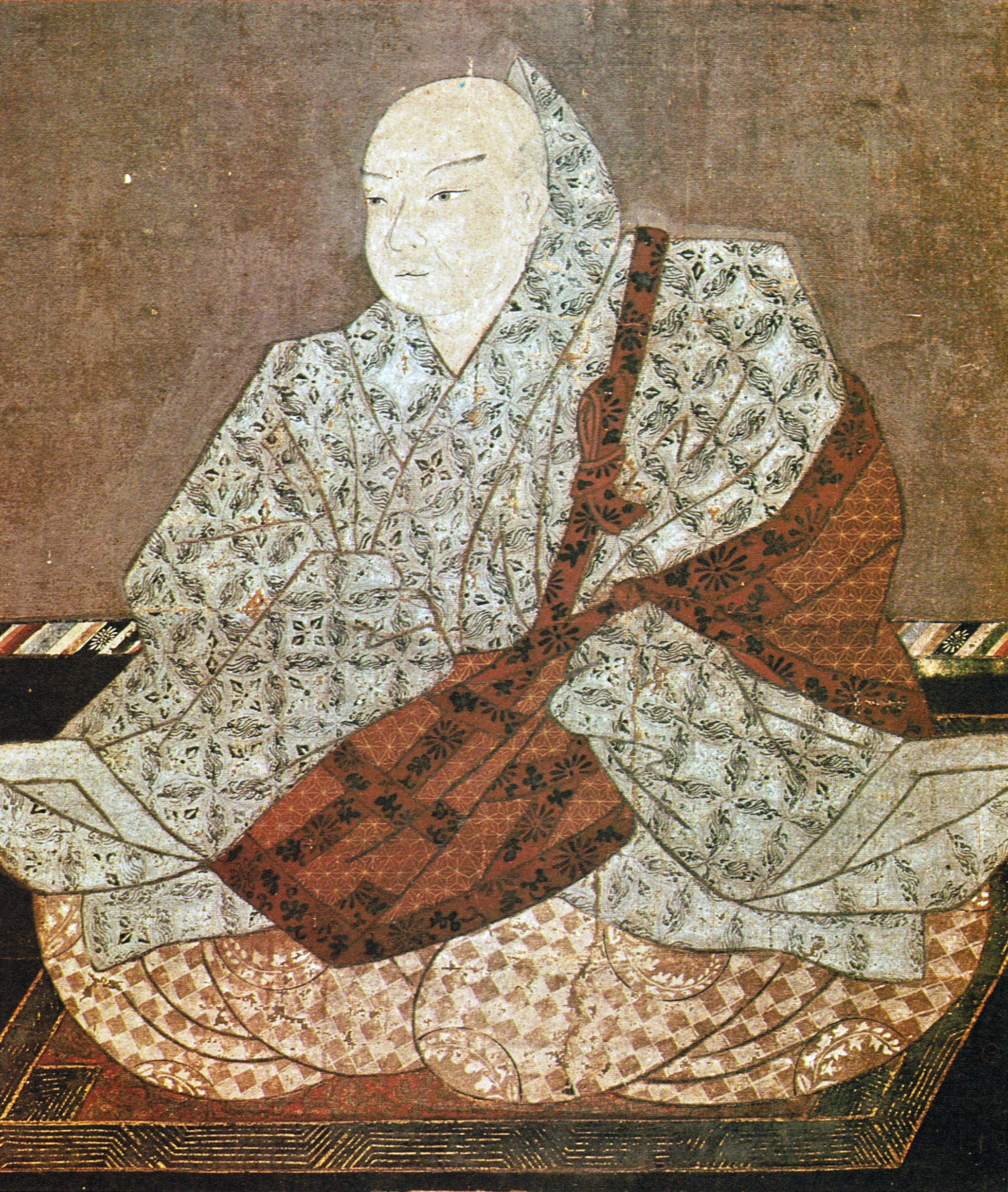
Імператор Тоба

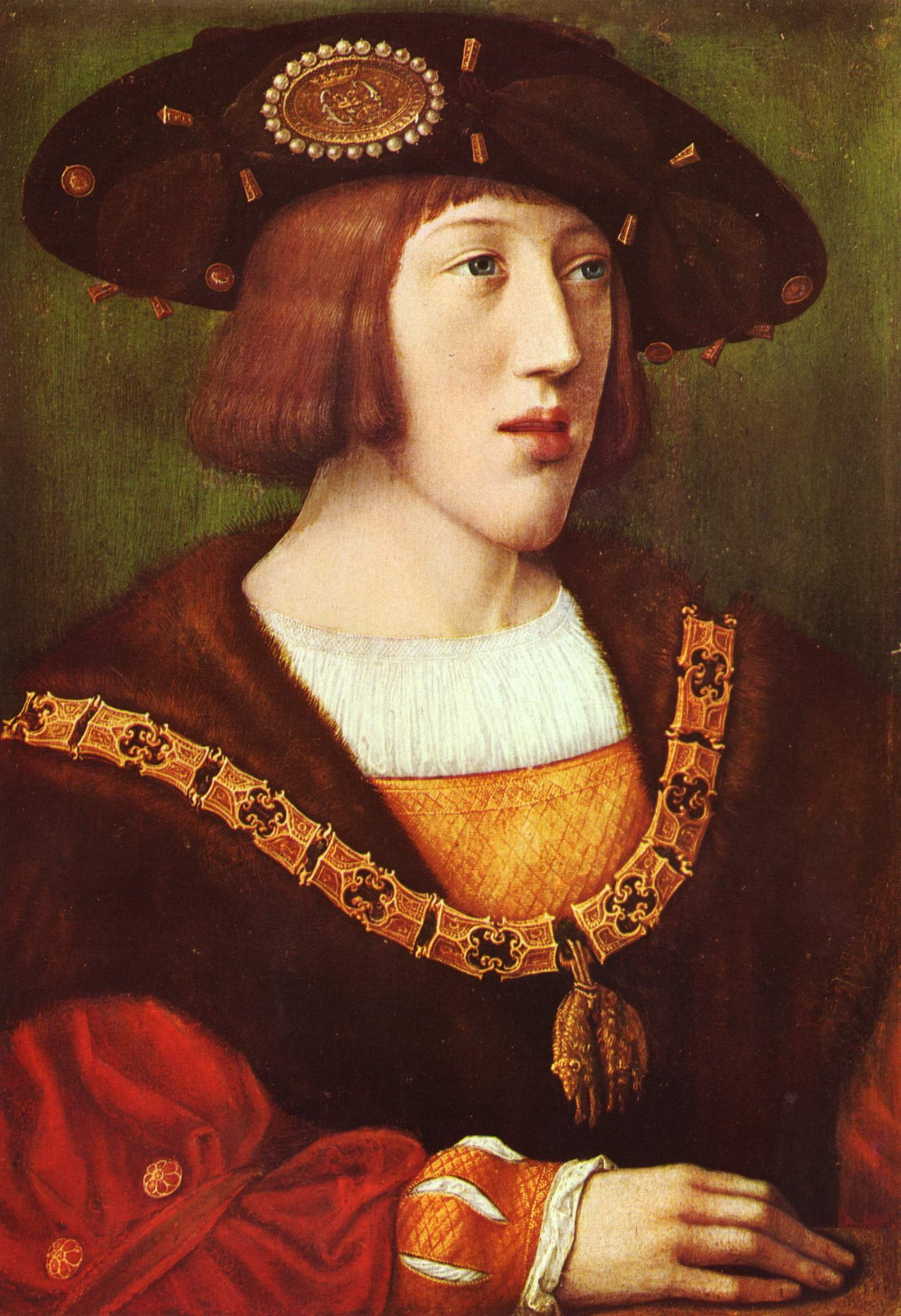
Карл V

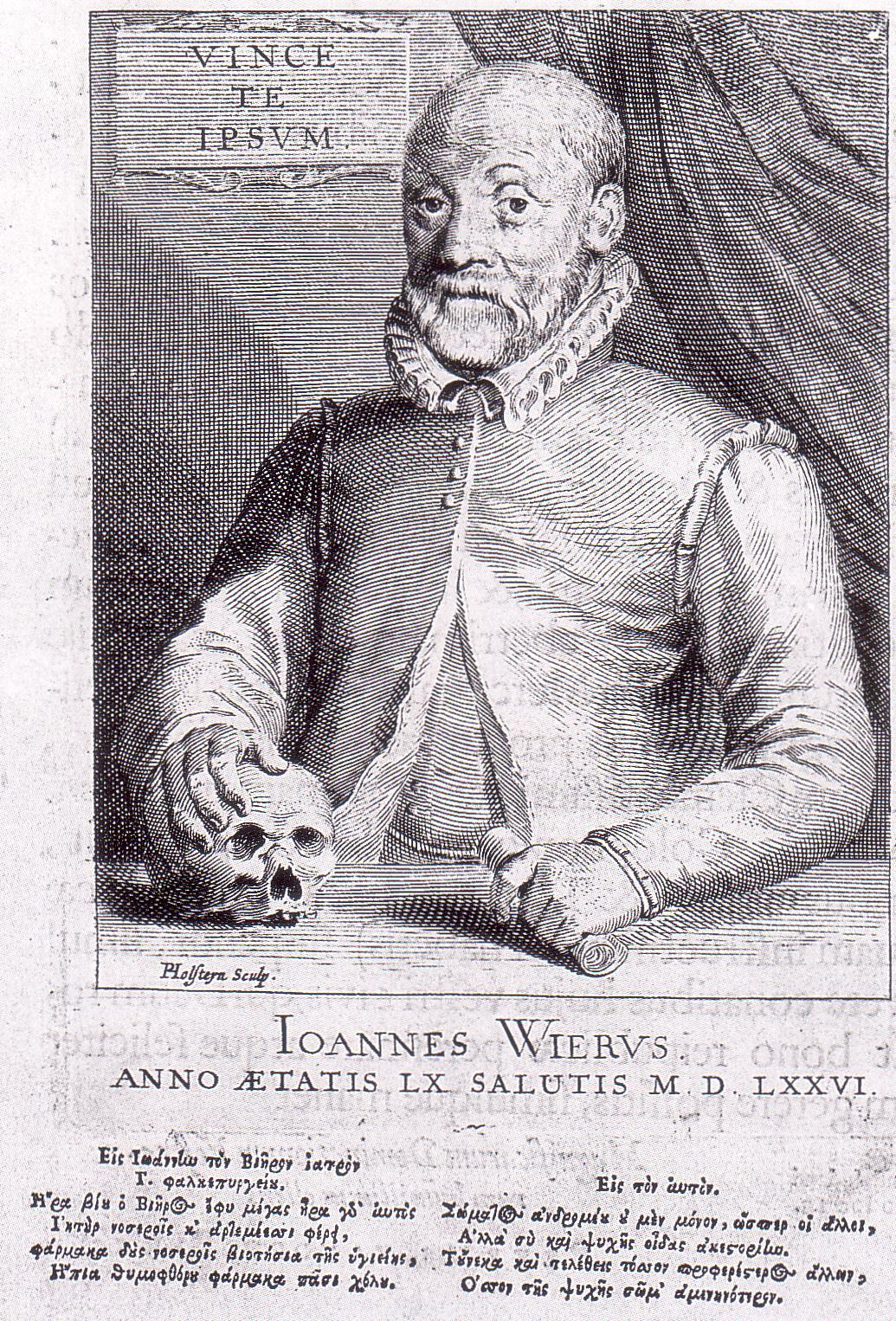
Йоганн Вейер

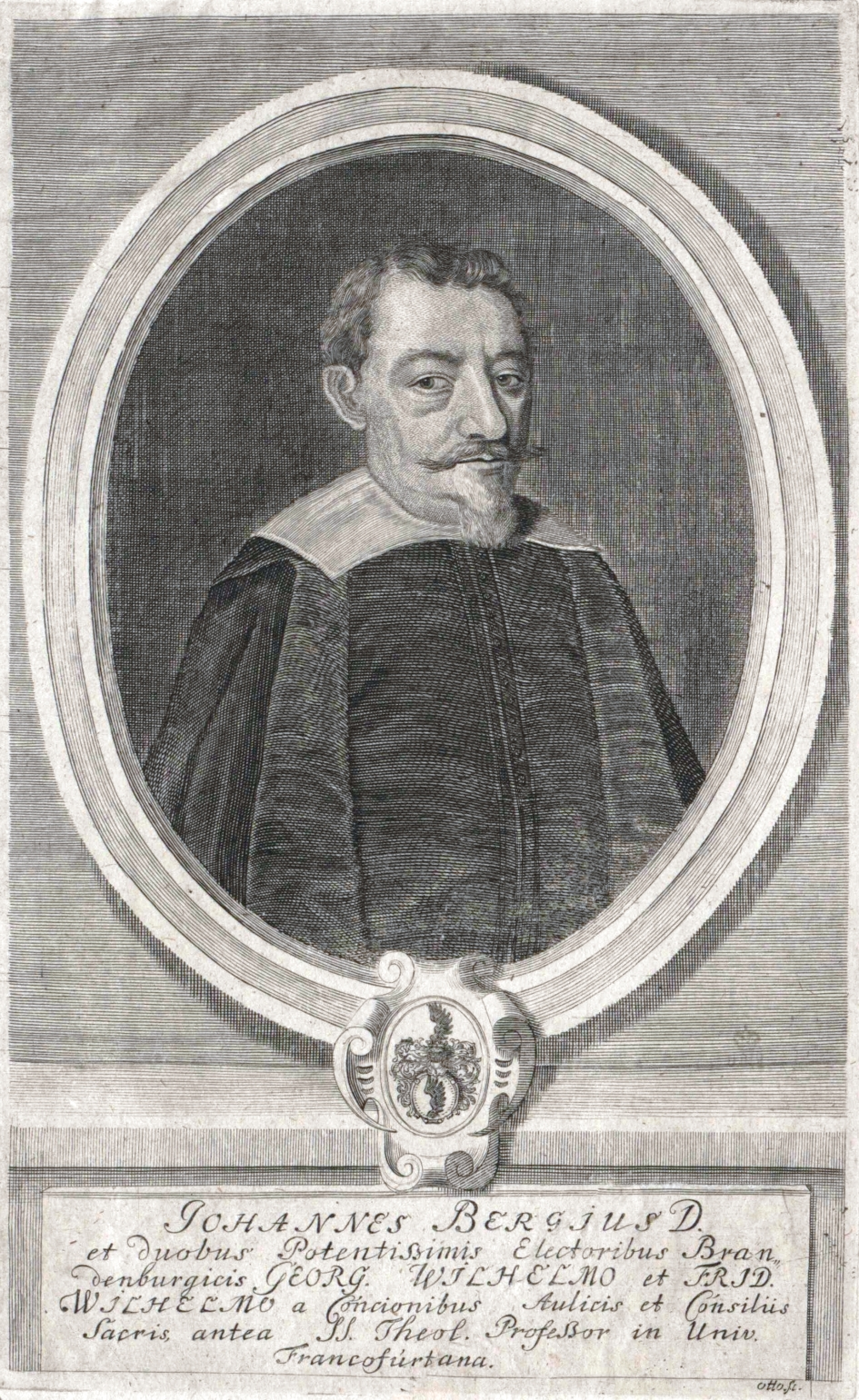
Йоханн Бергіус

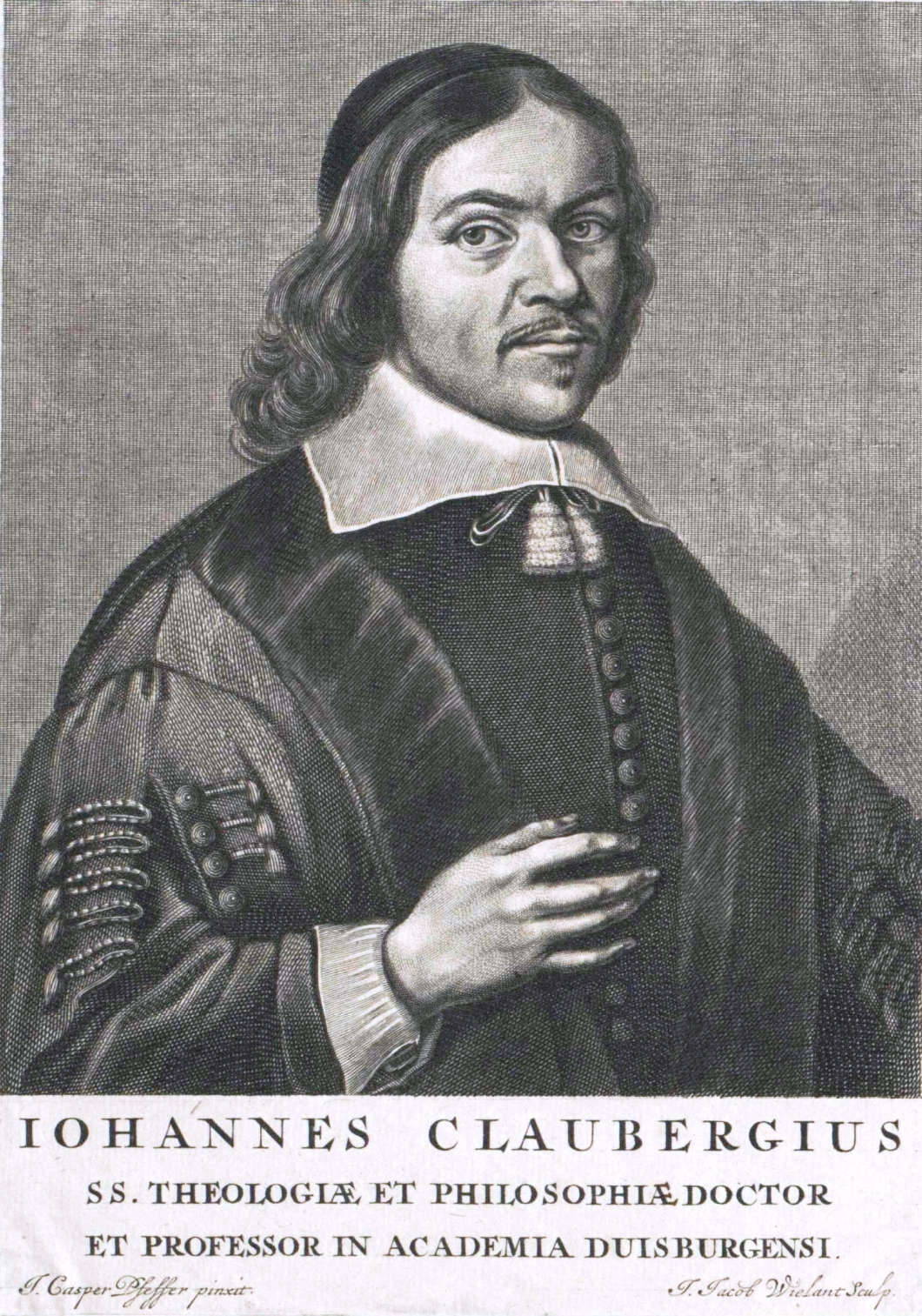
Йоган Клауберг

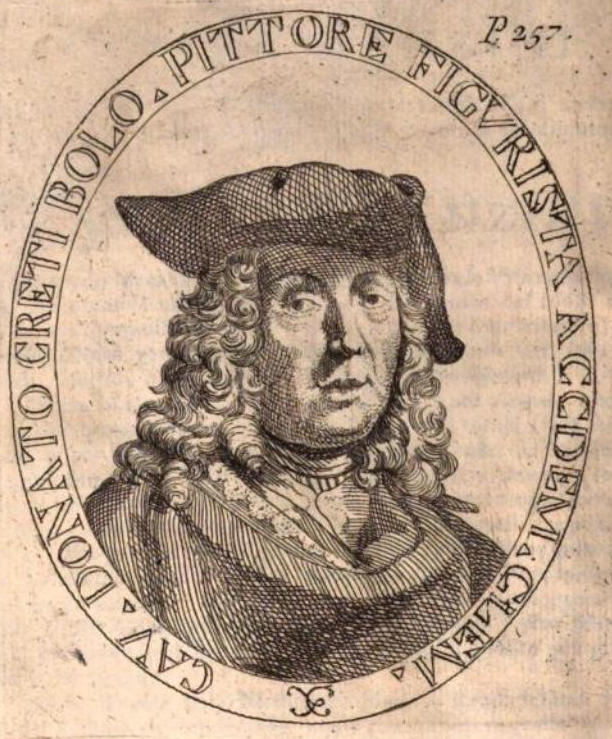
Донато Креті

- 1103
  - Імператор Тоба (пом. 1156) — 74-й імператор Японії, синтоїстське божество. Імператор Тоба
- 1122
  - Ваньянь Лян (пом. 1161) — четвертий імператор чжурчженьської імперії Цзінь.
- 1166
  - Абдалла аль-Мансур (пом. 1217) — імам зейдитської держави в Ємені, правив з 1187 (або 1197) по 1217.
- 1360
  - Амадей VII Червоний (пом. 1391) — граф Савойський з 1383 року, приєднав до своїх володінь Коні і Ніццу.
- 1396
  - Альфонсо V Великодушний (пом. 1458) — король Арагону, Сицилії і Сардинії з 1416 року, герцог Афінський і граф Барселонський, титулярний король Єрусалимський з 1443 року, король Неаполя (під ім'ям Альфонс I) з 1435 року. Відомий полководець і меценат, який завоював Неаполітанське королівство.
- 1396 або 1403[2] — Марія Арагонська (пом. 1445) — інфанта Арагону, пізніше королева-консорт Кастилії.
- 1463
  - Джованні Піко делла Мірандола (пом. 1494) — італійський мислитель епохи Відродження[3]. Джованні Піко делла Мірандола
- 1481

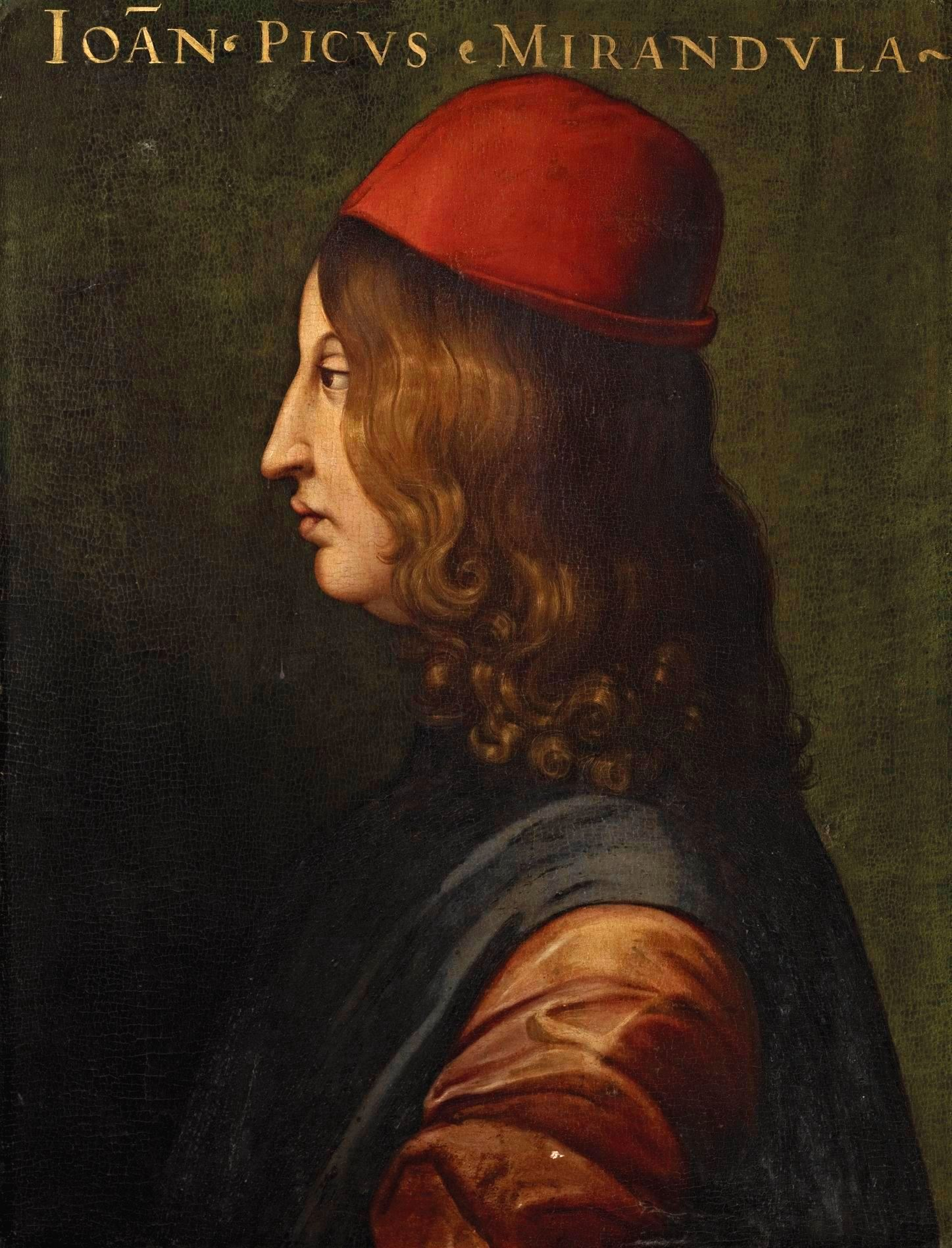
Джованні Піко делла Мірандола

  - Матіа Чіккарелі (у релігійному світі Христина, пом. 1543) — італійська Римо-Католицька сповідниця з ордена Святого Августина, відома стигматами[4], беатифікована в 1841 році[5].
- 1497
  - Себастьян Фрешель[de] (пом. 1570) — німецький лютеранський теолог.
- 1500
  - Карл V (пом. 1558) — імператор Священної Римської імперії[6]. Карл V
- 1501
  - Сікст Бірк[en] (пом. 1554) — німецький гуманіст, вчений, богослов, драматург, філолог.
- 1503
  - Йоханнес Гроппер[de] (пом. 1559) — німецький католицький богослов і церковний політик.Йоханнес Гроппер[de]
- 1515

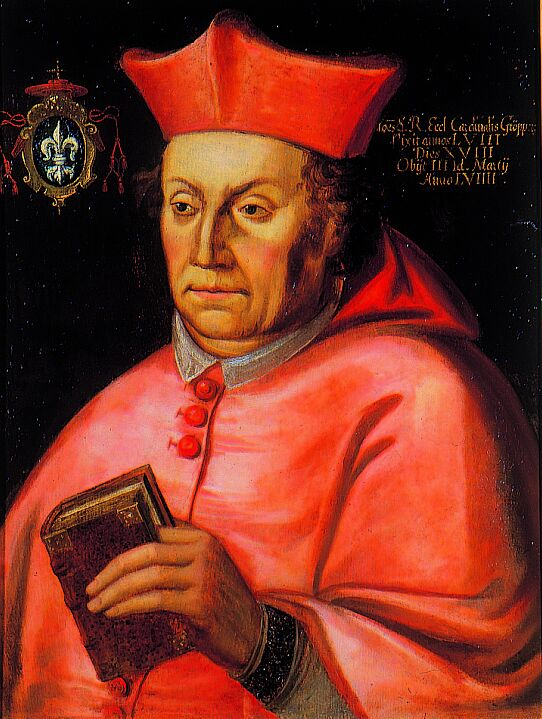
Йоханнес Гроппер

  - Йоганн Вейєр (пом. 1588) — голландський лікар і окультист. Йоганн Вейер
- 1533
  - Петро Кодицилл[ru] (пом. 1589) — чеський письменник і вчений.
- 1536
  - Климент VIII (пом. 1605) — в миру Іпполіто Альдобрандіні, папа Римський[7]. Климент VIII
- 1547

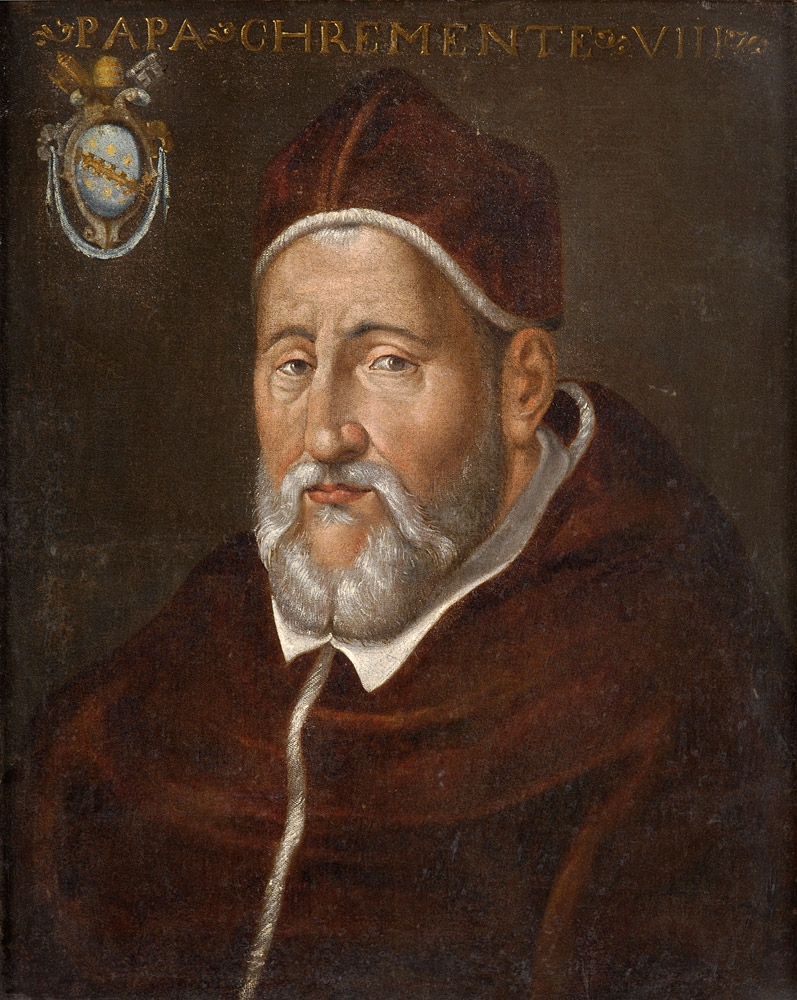
Климент VIII

  - Дон Хуан Австрійський (пом. 1578) — іспанський полководець, незаконний син Карла V і Барбари Бломберг, дочки регенсбурзького бюргера.
- 1553
  - Керубіно Альберті[en] (пом. 1615) — італійський гравер і живописець.
- 1557
  - Матіас (Матвій) Габсбург (пом. 1619) — імператор Священної Римської імперії (з 1612).
- 1587
  - Йоханн Бергіус[de] (пом. 1658) — німецький реформатський богослов. Йоханн Бергіус[de]
  - (хрещений) Антуан Боессе[fr] (пом. 1643) — французький композитор, суперінтендант королівського двору Франції.
  - Матіас Фабер[en] (пом. 1653) — релігійний письменник, єзуїт, католицький священник.
- 1595
  - Сарбевий (Мацей Казимир Сарбевський) (пом. 1640) — литовсько-польський латиномовний поет.
- 1597
  - Вінсент Вуатюр[fr] (пом. 1648) — французький поет, представник літератури бароко[8]. Вінсент Вуатюр[fr]
- 1611

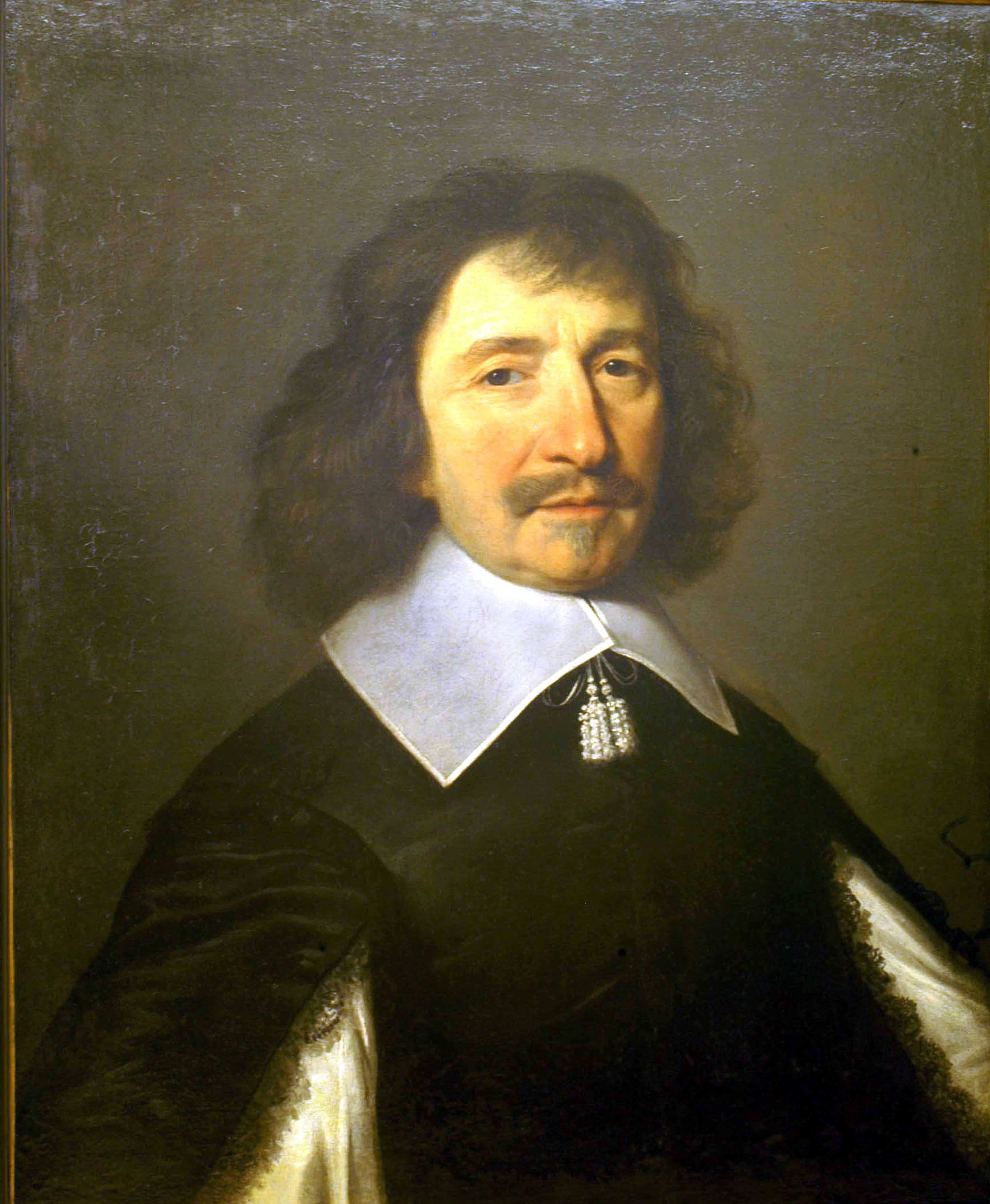
Вінсент Вуатюр

  - (хрещений) Вільям Добсон (пом. 1646) — один з перших значних англійських художників.
- 1613
  - Маттіа Преті (пом. 1699) — італійський художник.
- 1619
  - Шарль Лебрен (пом. 1690) — французький художник і теоретик мистецтва[9]. Шарль Лебрен
- 1622

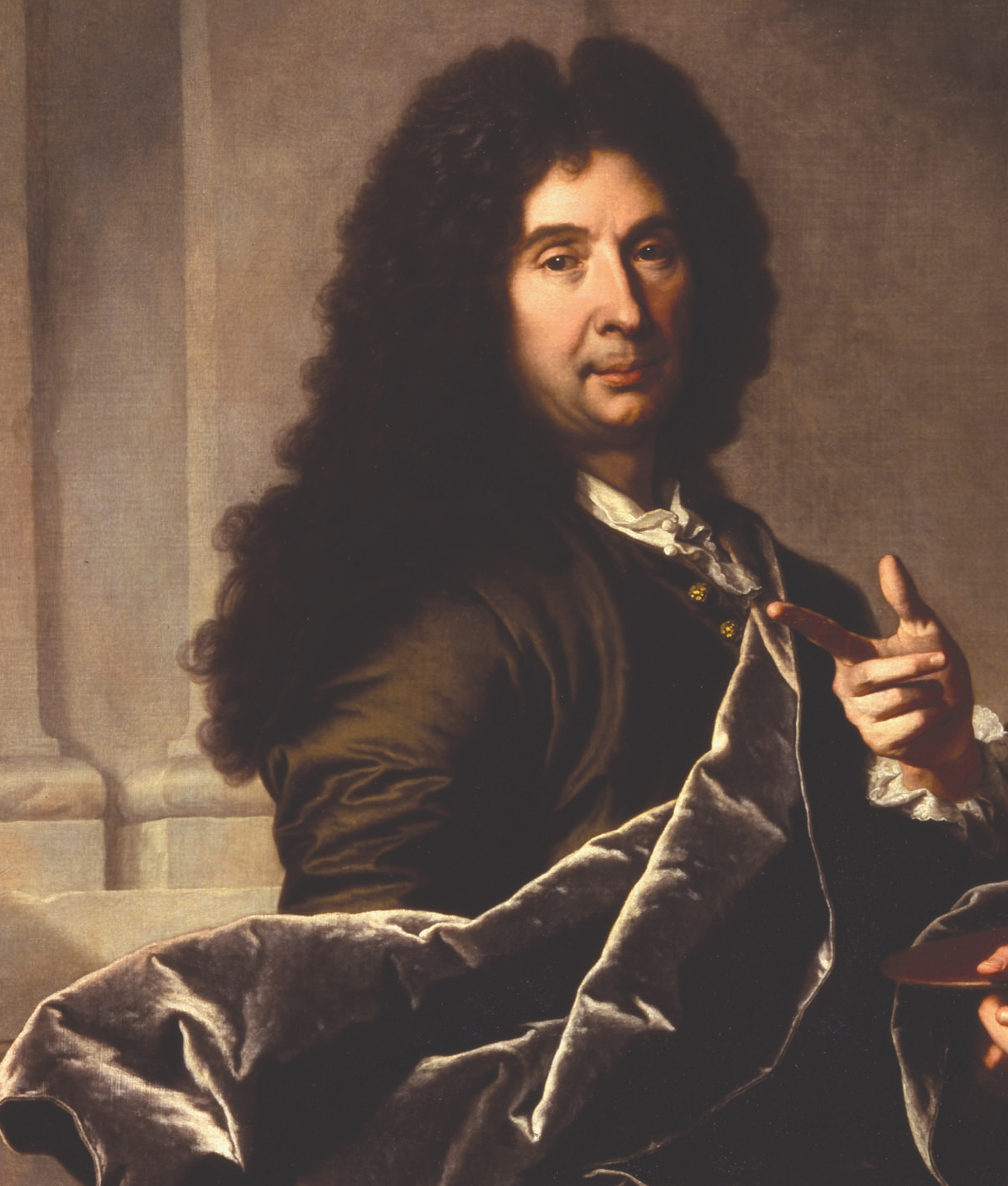
Шарль Лебрен

  - Йоган Клауберг (пом. 1665) — німецький філософ і теолог (натурфілософ-картезіанець)[10]. Йоган Клауберг
- 1625
  - Франческо Д'Андреа[it] (пом. 1698) — італійський юрист, філософ і політик.
- 1645
  - Ференц I Ракоці (пом. 1676) — угорський аристократ.
- 1657
  - Клоптон Гаверс[en] (пом. 1702) — англійський лікар, що поклав початок вивченню мікробудови кісток.
- 1664
  - Амалія Генрієтта цу Зайн-Віттгенштайн-Берлебург (пом. 1733) — графиня лінії Сайн-Вітгенштейн-Берлебург[ru] і через одруження графиня Ізенбург-Бюдінген в Меерхолц, засновник лінії Ізенбург-Бюдінген-Меерхолц.
- 1670
  - Раджарам (пом. 1700) — третій правитель держави маратхів.
- 1671
  - Донато Креті (пом. 1749) — видатний італійський живописець[11]. Донато Креті
- 1693
  - Джеймс Квін[en] (пом. 1766) — англійський актор ірландського походження[12].
  - Йоганн Якоб Рамбах[en] (пом. 1735), німецький протестантський теолог і автор гімнів.
- 1694
  - Бартоломео Альтомонте (Гогенберг, пом. 1783), італійсько-австрійський художник епохи бароко, вважається одним з останніх великих художників барокових алегорій.
- 1697
  - Бернард Зиґфрід Альбінус (пом. 1770), німецький анатом і педагог, професор, почесний член Санкт-Петербурзької академії наук (1753), [9] член Лондонського королівського товариства (1764).

## XVIII століття

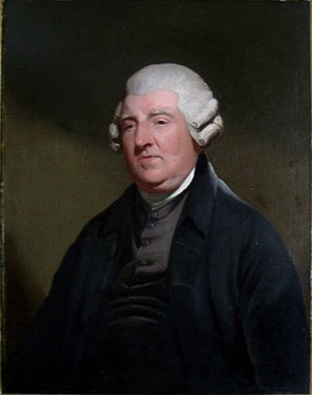
Петер Доллонд

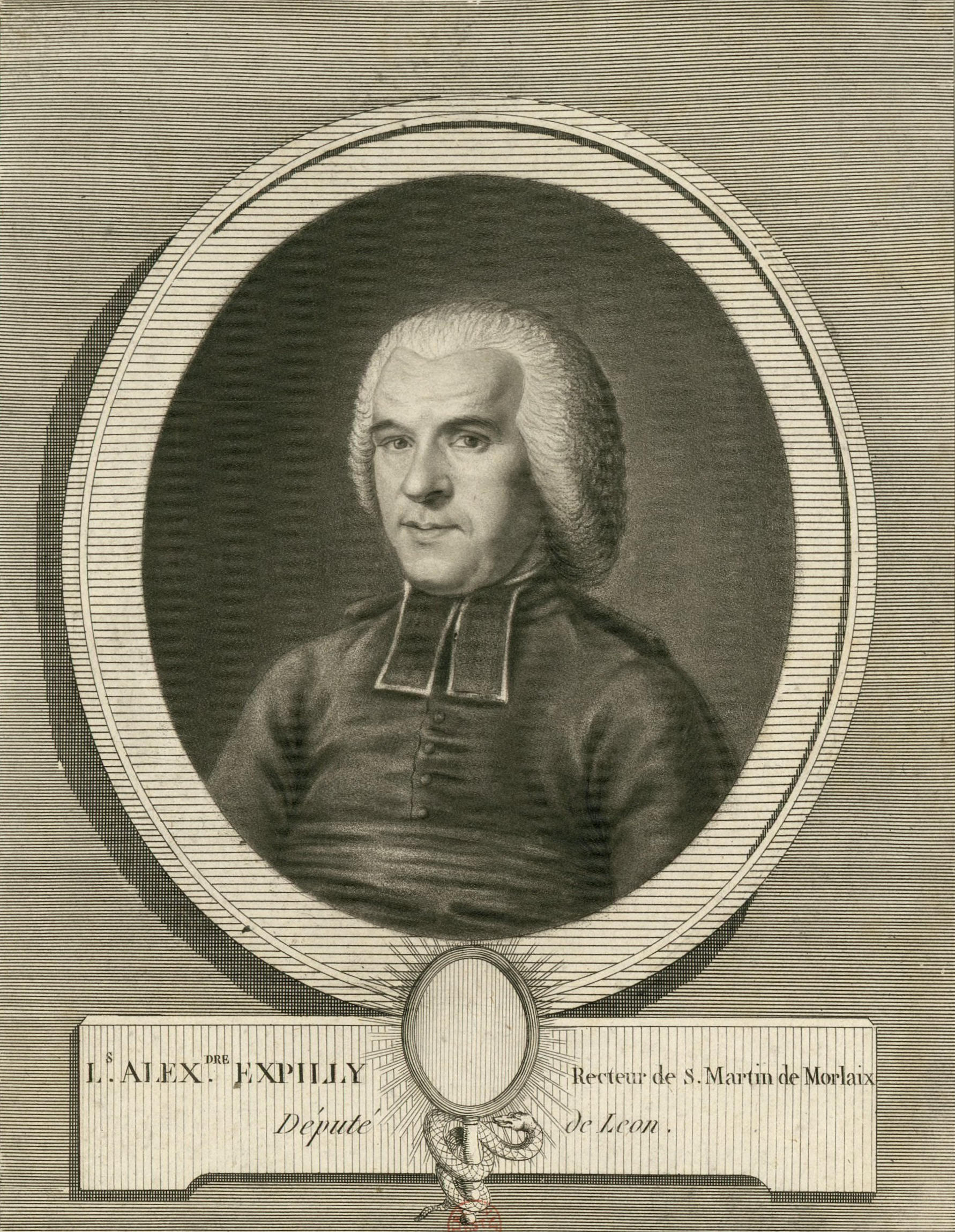
Луї-Олександр Експійї де ла Пойп

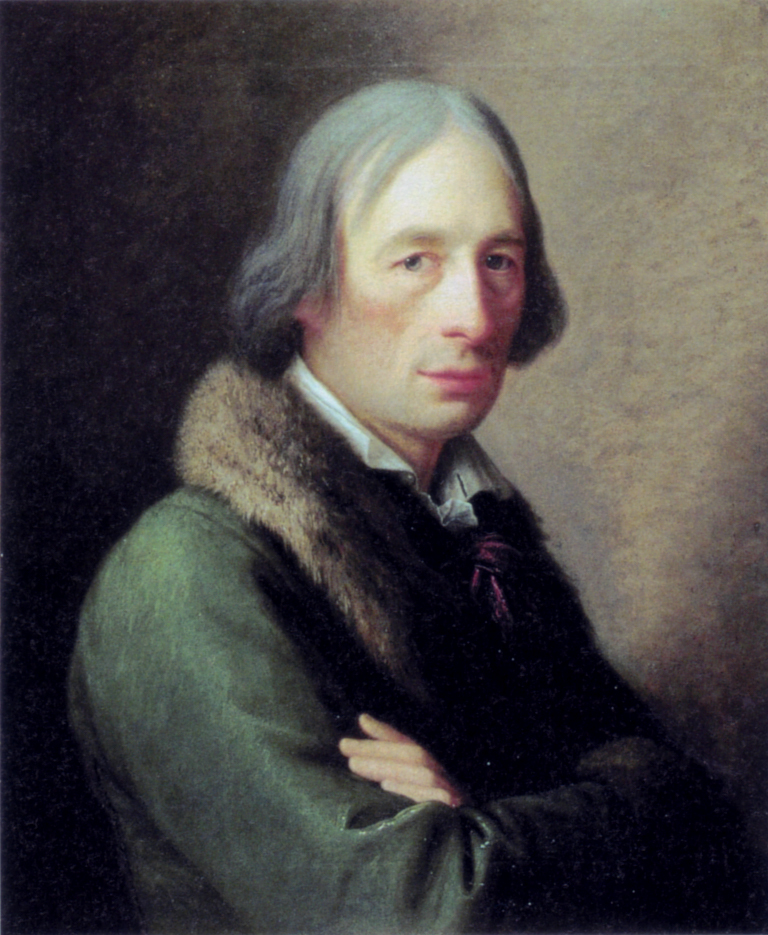
Карл фон Мюллер-Фрідберг

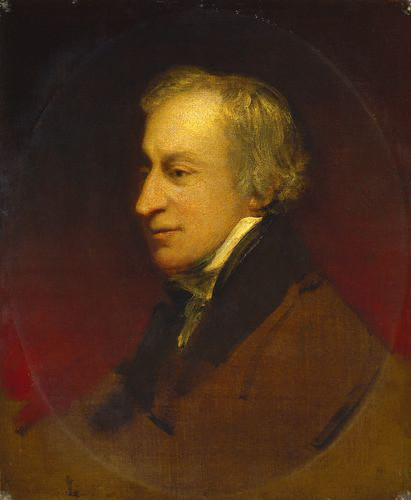
Семюел Веслі

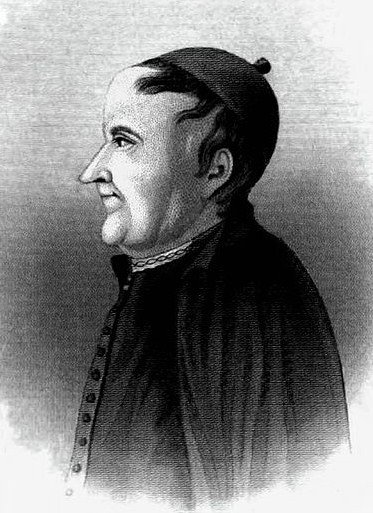
Хосе Матіас Дельгадо

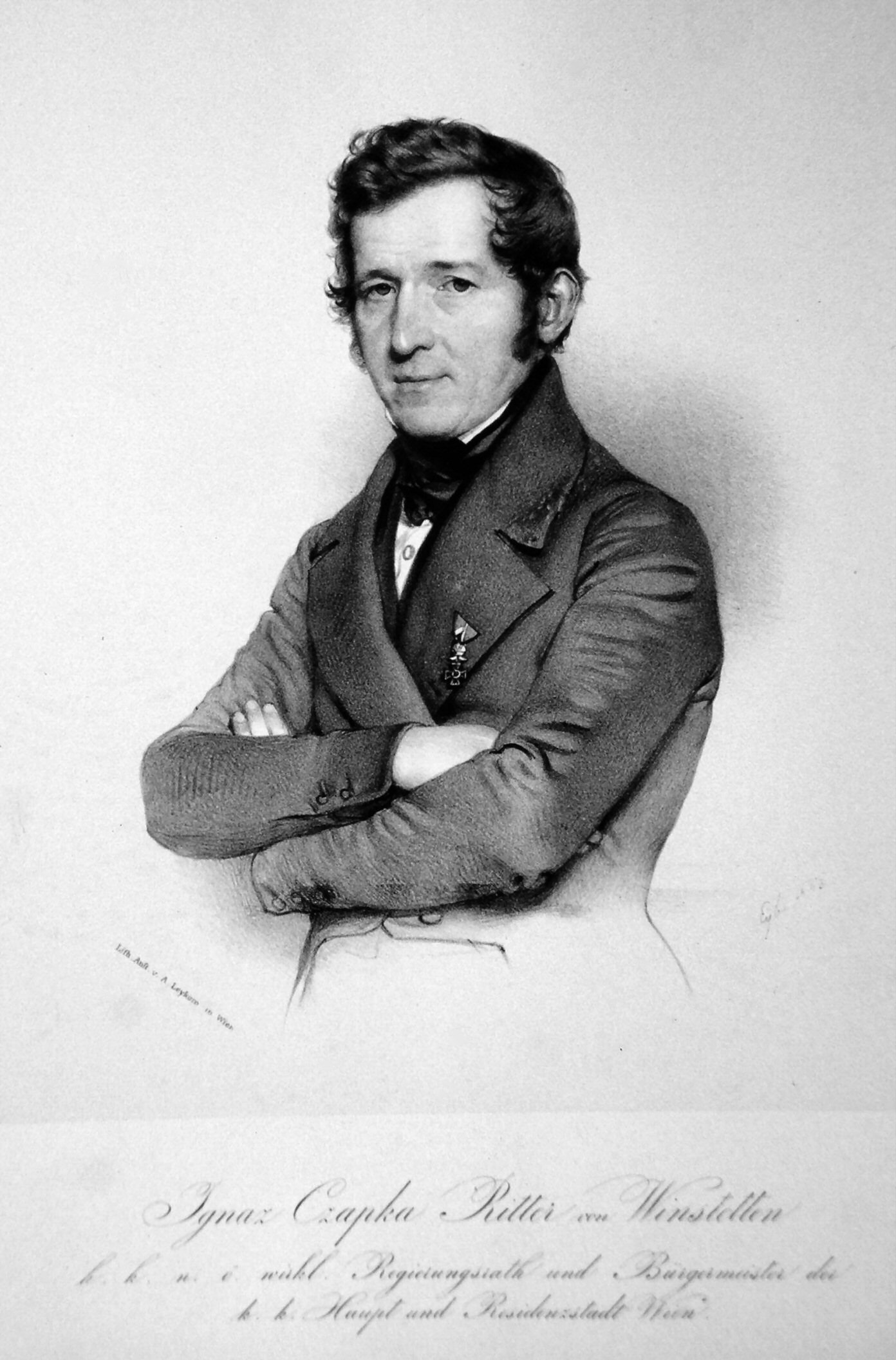
Ігнац Чапка

- 1707
  - Свен Лагербрінг, шведський історик (пом. 1787).
- 1709
  - Жак де Вокансон, французький механік і винахідник (пом. 1782)[13]. Жак де Вокансон
- 1711

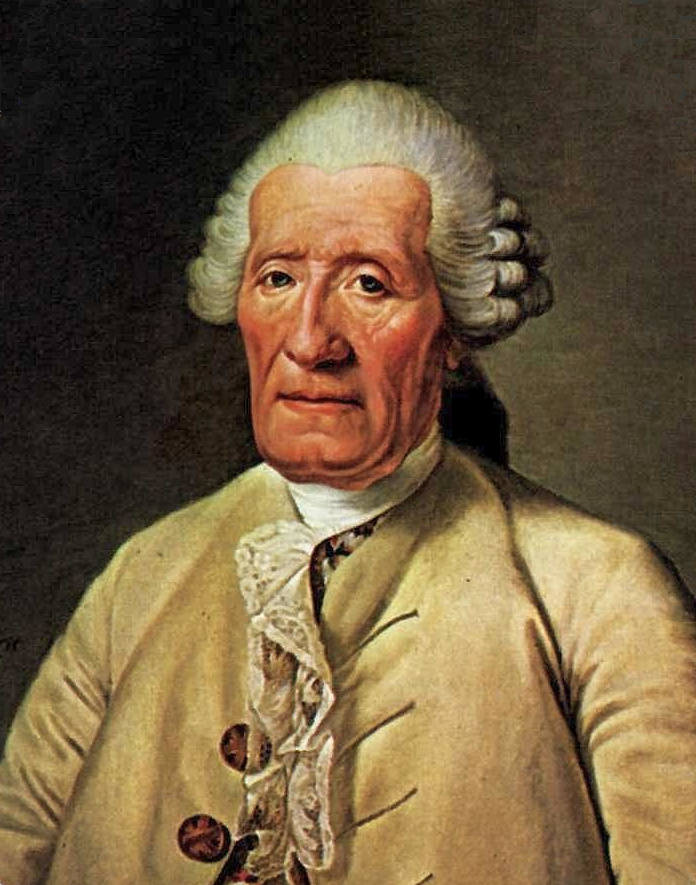
Жак де Вокансон

  - Джон Персеваль, 2-й граф Егмонт[en] (пом. 1770) — ексцентричний британський політик, політичний памфлетист і фахівець з генеалогії, який обіймав посаду Першого лорда Адміралтейства, довірена особа Георга III[14]. Джон Персеваль, 2-й граф Егмонт[en]
- 1728

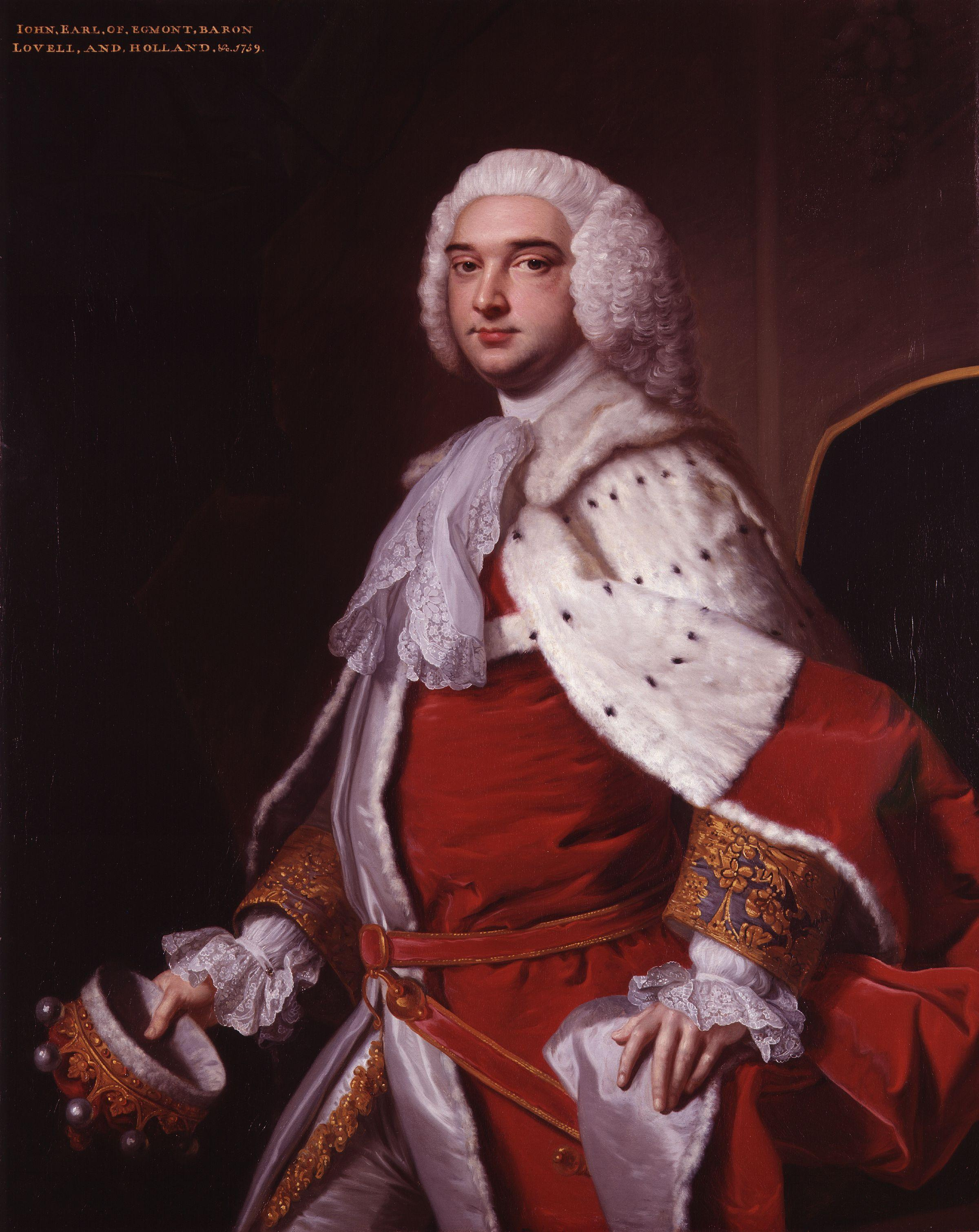
Джон Персеваль, 2-й граф Егмонт

  - Франц Йозеф Ауман (пом. 1797) — австрійський композитор.
- 1731
  - Пітер Доллонд (пом. 1821) — англійський бізнесмен, виробник оптичних систем, винахідник апохромат. Петер Доллонд
- 1732
  - Пакубувоно III[it] (пом. 1788) — індонезійський король.
- 1733
  - Томас Тауншенд, 1-й віконт Сіднея (пом. 1800) — британський політик, міністр.
- 1735
  - Рене Луї[fr], маркіз де Жирарден (пом. 1808) — французький військовий і публіцист.
- 1743
  - Джозеф Бенкс (пом. 1820) — англійський натураліст, ботанік, баронет, Президент Королівського товариства (1778—1820), лицар Великого хреста ордена лазні[15]. Джозеф Бенкс

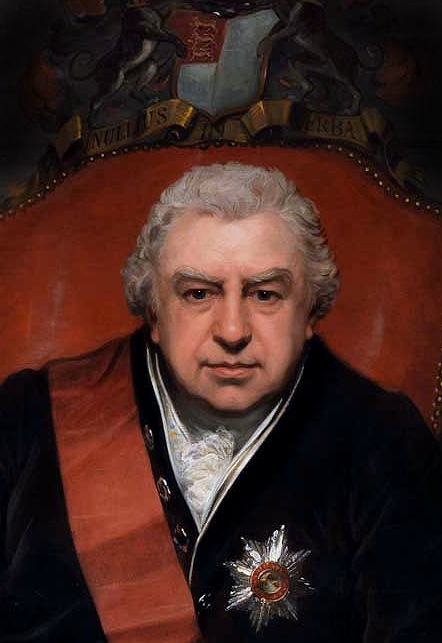
Джозеф Бенкс

  - Луї-Олександр Експійї де ла Пуап[fr] (пом. 1794) — перший священник, обраний у французькі Генеральні штати. Луї-Олександр Експійї де ла Пойп[fr]
- 1744 або 1745[16] — Федір Федорович Ушаков (пом. 1817) — прославлений флотоводець.
- 1747
  - Ульріка Елізабет фон Лівен[sv] (пом. 1775) — баронеса і придворна шведської королеви, була коханкою короля Швеції Адольфа Фредеріка і, ймовірно, матір'ю його незаконнонародженої дочки графині Лолотти Форссберг.
- 1755
  - Карл фон Мюллер-Фрідберг[de] (пом. 1836) — швейцарський політик і державний діяч, дипломат. Карл фон Мюллер-Фрідберг[de]
  - Джордж Паркер[en] (пом. 1842) — британський пер і політик.
- 1766
  - Семюел Веслі[en] (ум. 1837) — англійський органіст і композитор[17]. Семюел Веслі[en]
- 1767
  - Хосе Матіас Дельгадо[es] (пом. 1832) — сальвадорський релігійний і політичний діяч «батько нації», Президент Сальвадору. Хосе Матіас Дельгадо[es]
  - П'єр-Шарль Лоше[fr] (пом. 1807) — французький воєначальник, активний учасник революційних і наполеонівських воєн, бригадний генерал Великої армії Наполеона Бонапарта. П'єр-Шарль Лоше[fr]

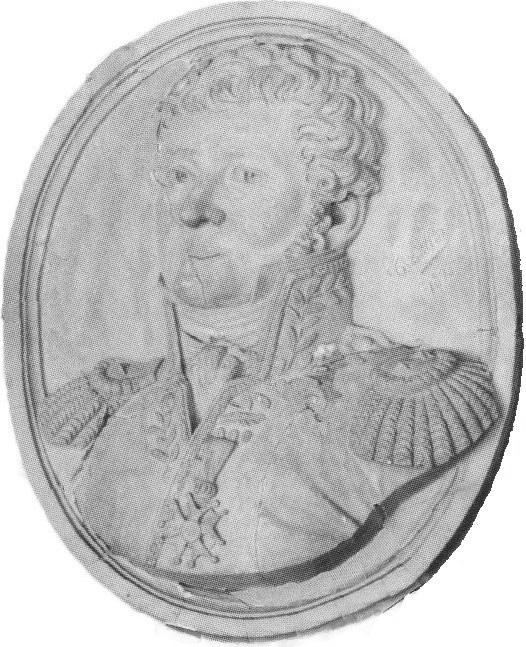
П'єр-Шарль Лоше

  - Буддха Лоетла Нафалай (Рама II) (пом. 1824) — другий монарх династії Чакрі, правив з 1809 по 1824, поет і художник[18]. Рама II
- 1774

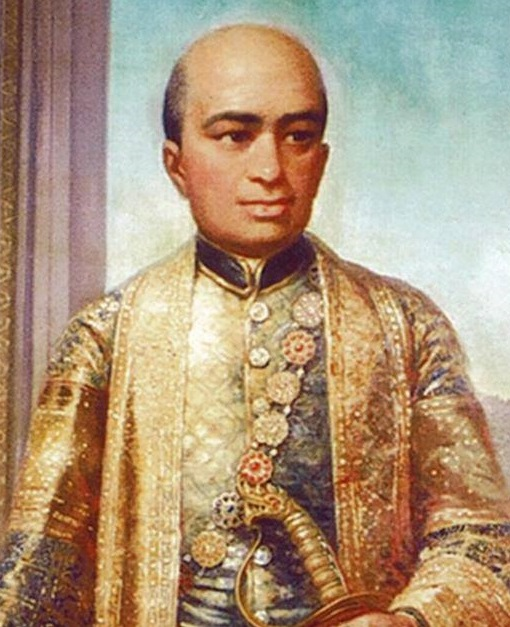
Рама II

  - Принц Адольф, герцог Кембриджський (пом. 1850) — британський фельдмаршал, молодший син англійського короля Георга III.
- 1776
  - Маріо П'єрі[it] (пом. 1852) — грецький письменник.
- 1779
  - Матія Ахацел (пом. 1845) — каринтійський словенський філолог, публіцист, фольклорист.
  - Роберт Гіффорд, 1-й барон Гіффорд[en] (пом. 1826) — таємний радник Великої Британії, Британський пер, барон, юрист, суддя і політик. Роберт Гіффорд[en]

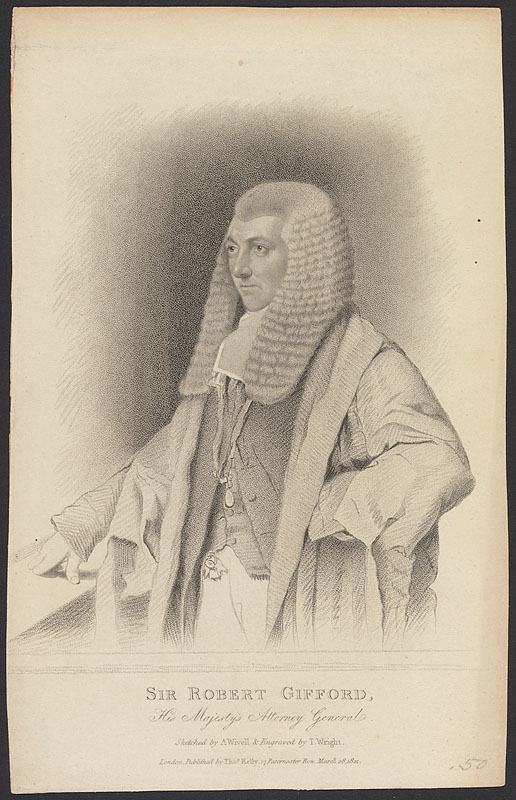
Роберт Гіффорд

  - Йоганн Ернст Ойос-Шпринценштайн (пом. 1849) — австрійський придворний, граф, генерал-фельдмаршал, Верховний головнокомандувач Національної гвардії.Йоганн Ернст Ойос-Шпринценштайн
- 1784

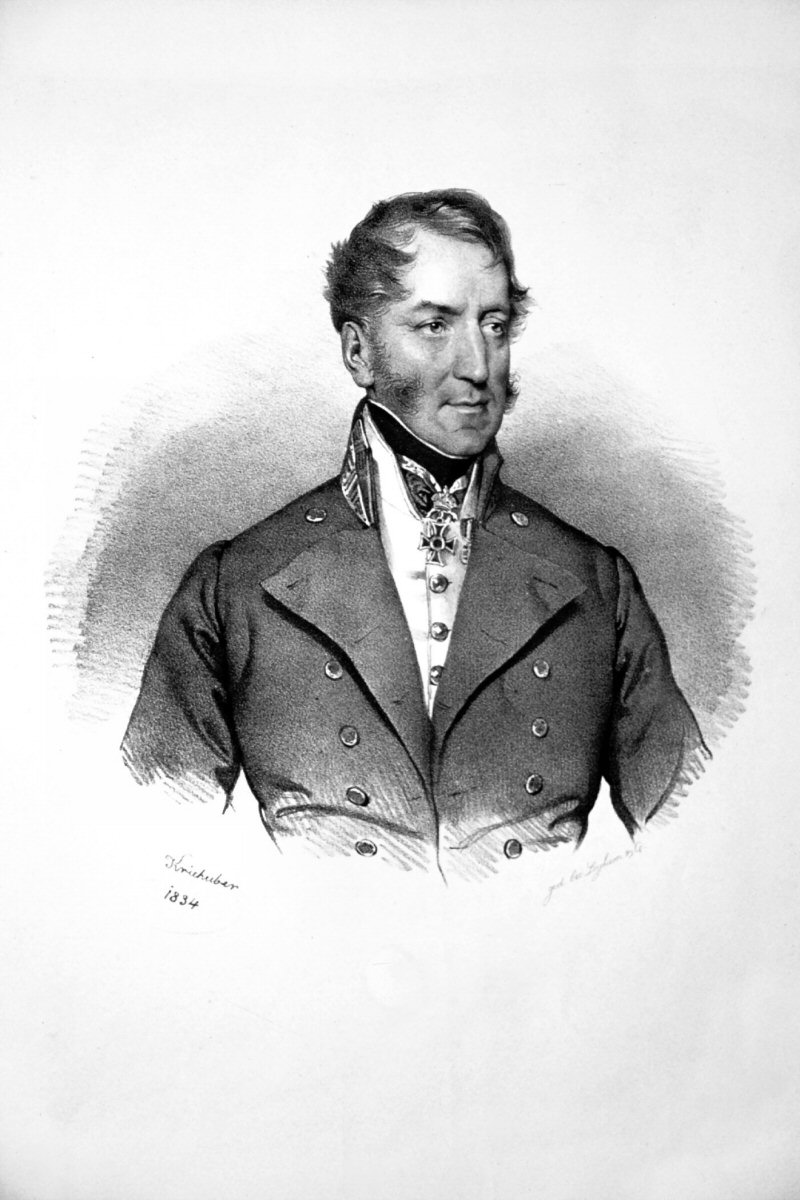
Йоганн Ернст Ойос-Шпринценштайн

  - Мацей Рибінський (пом. 1874) — польський генерал, останній керівник повстання 1830—1831 років.
  - Вільям Джардін[en] (пом. 1843) — шотландський хірург і підприємець.
- 1785
  - Франсуа Моген[fr] (пом. 1854) — французький ліберальний політик часів Реставрації та Липневої монархії.
- 1786
  - Вільгельм Грімм, німецький філолог, брат Якоба Грімма (пом. 1859)[19]. Вільгельм Грімм
- 1789

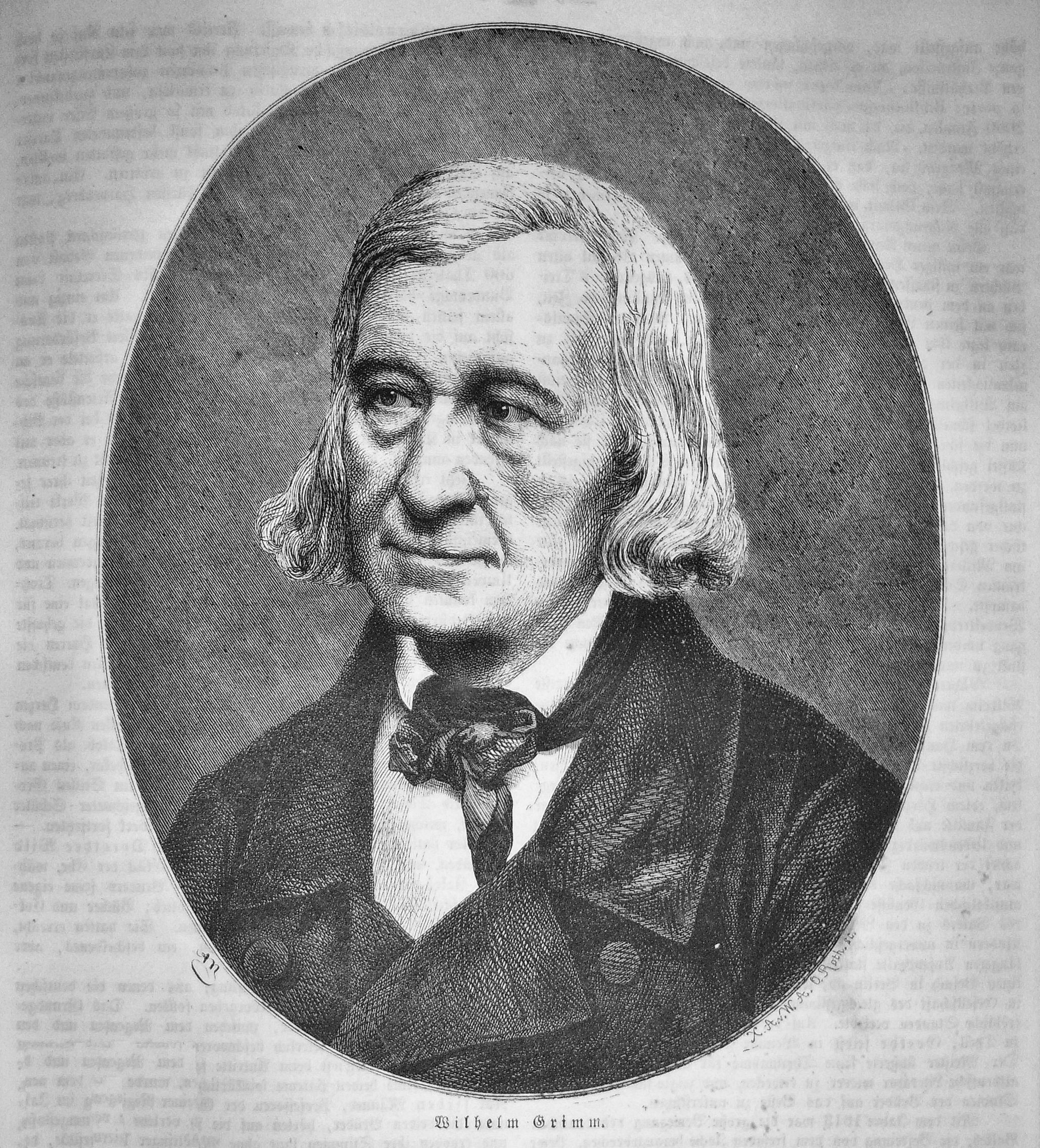
Вільгельм Грімм

  - Хендрік Арент Гамакер[en] (пом. 1835), нідерландський історик-сходознавець.
- 1791
  - Свейнб'єрн Егілссон (пом. 1852) — ісландський богослов, педагог, перекладач і поет, класик.
  - Рулоф Хесселс Хоммема (з.—фриз. Roelof Hessels Hommema) (пом. 1854) — фризький землероб, торговець, астроном і натураліст.
  - Ігнац Чапка (пом. 1881) — австрійський політик, юрист, барон, мер Відня, поліцмейстер Відня. Ігнац Чапка
- 1795
  - Ашиль Колла[fr] (пом. 1859) — французький гравер, інженер і винахідник особливого роду машинного гравіювання на сталі «способом Колла» і машини для копіювання скульптур в зменшеному масштабі так званої «réduction méchanique», йому приписується «зміна всієї бронзової промисловості».

## XIX століття

### 1800—1824

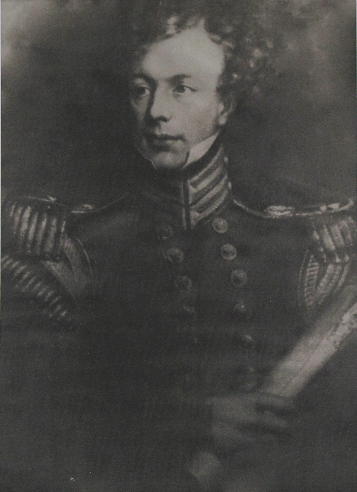
Джордж Маклін

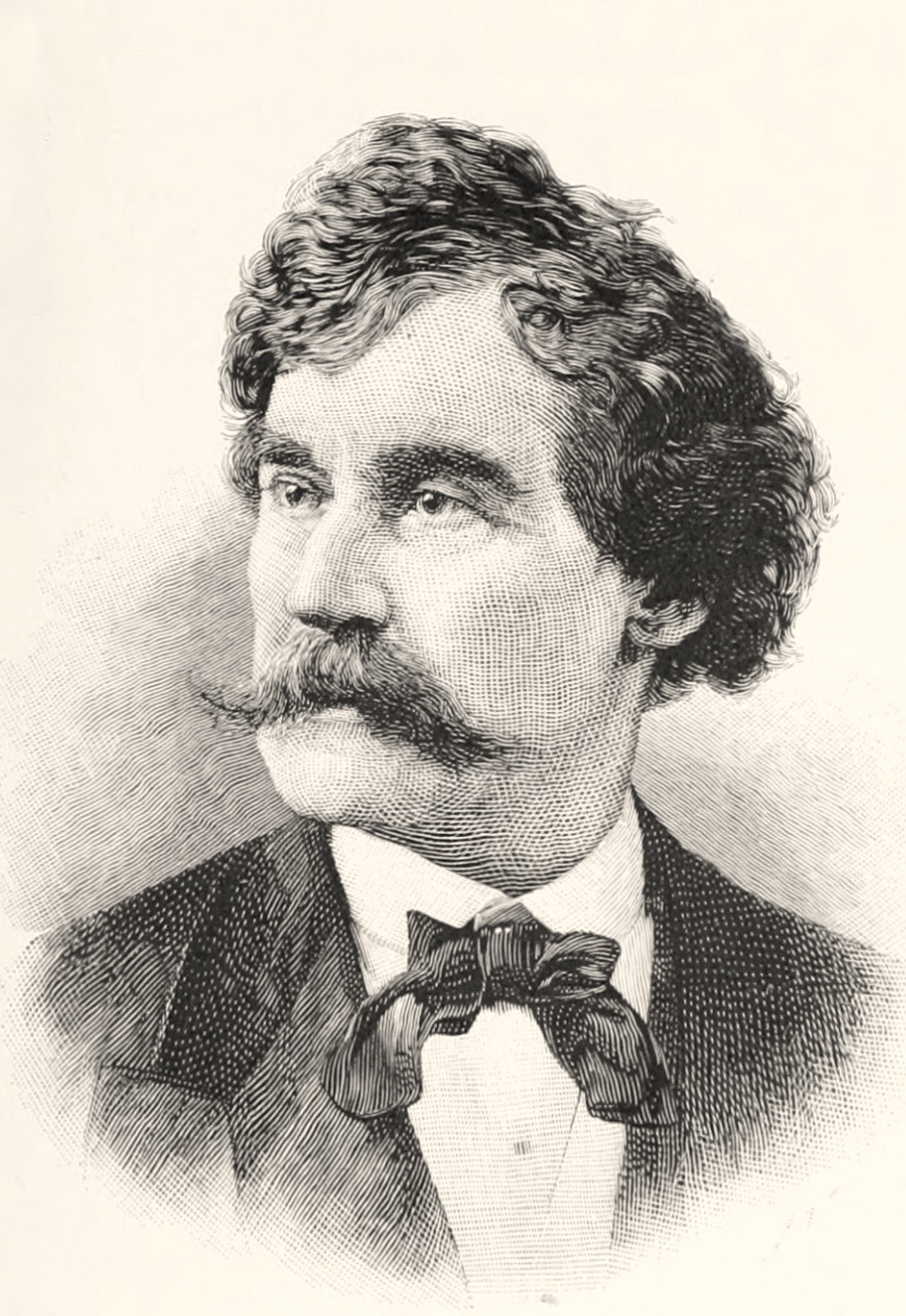
Джеймс Вільям Уоллак II

- 1801
  - Джордж Маклін[en] (пом. 1847) — англійський шотландський колоніальний губернатор Золотого берега (нині територія Гани), чоловік Летиції Лендон[20].  Джордж Маклін[en]
- 1802
  - Федір Іванович Іноземцев[ru] (пом. 1869), російський хірург, першим в Росії застосував наркоз під час операції.
- 1803
  - Міша (Михайло) Анастасійович[sr] (Капітан Міша, пом. 1885), сербський торговець, патріот і благодійник, один з найбагатших людей Сербії XIX століття, політик. Міша Анастасійович[sr]
  - Джон Джонс Кларк[en] (пом. 1887) — політик, член Палати представників штату Массачусетс[en] (1836—1837) і Сенату штату Массачусетс[en] (1853—1853), перший мер Роксбарі (Бостон)[en] (1846).
  - Хорас Вітон[en] (пом. 1882) — американський політик, конгресмен.
  - Карл Вільгельм Фрейндліх[de] (пом. 1872) — естонський письменник, поет, кістер, вчитель[21].
  - Соломон Френсдорфф[de] (пом. 1880) — німецький і єврейський гебраїст.
- 1804
  - Шарль де Бернар[fr] (пом. 1850) — французький письменник-романіст, друг і учень Оноре де Бальзака.
  - Емілій Християнович Ленц (пом. 1865) — російський фізик, один з основоположників електротехніки.
- 1805
  - Жуль-Едуар Альбуаз де Пюжоль (пом. 1854) — французький драматург, письменник, режисер.
- 1807
  - Фрідріх Вільгельм Різе[de] (пом. 1879) — німецький драматург і лібретист, писав переважно під псевдонімом Вільгельм Фрідріх.
- 1808
  - Томас Террі[es] (пом. 1886) — кубинський бізнес-магнат.
  - Джон Уайз[en] (пом. 1879) — американський аеронавт, один з піонерів в області польотів на аеростатах, здійснив понад 450 польотів, автор ряду інновацій у створенні повітряних куль.
- 1813
  - Генрік Міхал Каменський (пом. 1865) — польський економіст, філософ, письменник, лідер польського революційно-демократичного руху середини XIX століття, учасник польського повстання 1830 року.
- 1815
  - Генрі Барклі[en] (пом. 1898), британський політик, покровитель наук, колоніальний губернатор Британської Гвіани[en] (1849—1853), Ямайки (1853—1856), штату Вікторія (Австралія) (1856—1863), губернатор Британського Маврикію[en] (1863—1870), Капській колонії (1870—1877). Генрі Барклі[en]

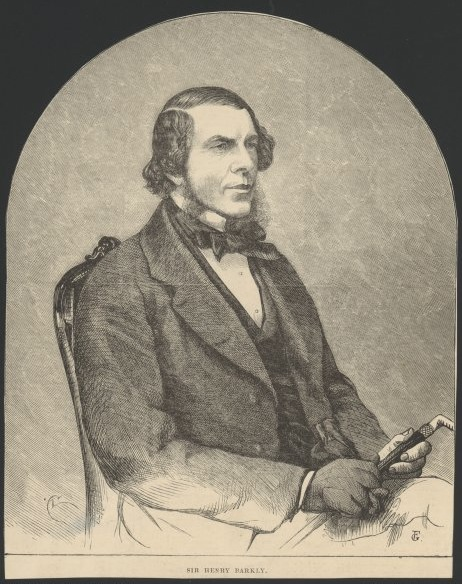
Генрі Барклі

  - Джузеппе Грассі де Джоаннон[it] (пом. 1885) — італійський композитор.
  - Анджело Марескотті[ru], італійський лікар, економіст і політик (пом. 1892).
  - Андреу Турон-і-Вакер[ca], каталонський винахідник музичних інструментів, музикант (пом. 1886).
- 1816
  - Джон Рікус Куперус[en] (пом. 1902) — голландський юрист і політик.
- 1818
  - Джеймс Вільям Уоллак II[d] (пом. 1873) — видатний британо-північноамериканський трагедійний та мелодраматичний актор[22]. Джеймс Вільям Уоллак II[d][22]
- 1821
  - Роберт Нідхем Каст[en] (пом. 1909) — англійський сходознавець і африканіст, був англійським колоніальним адміністратором і лінгвістом.
- 1824
  - Джордж Вільям Кертіс[en] — північноамериканський письменник. (пом. 1892)[23] Джордж Вільям Кертіс[en]

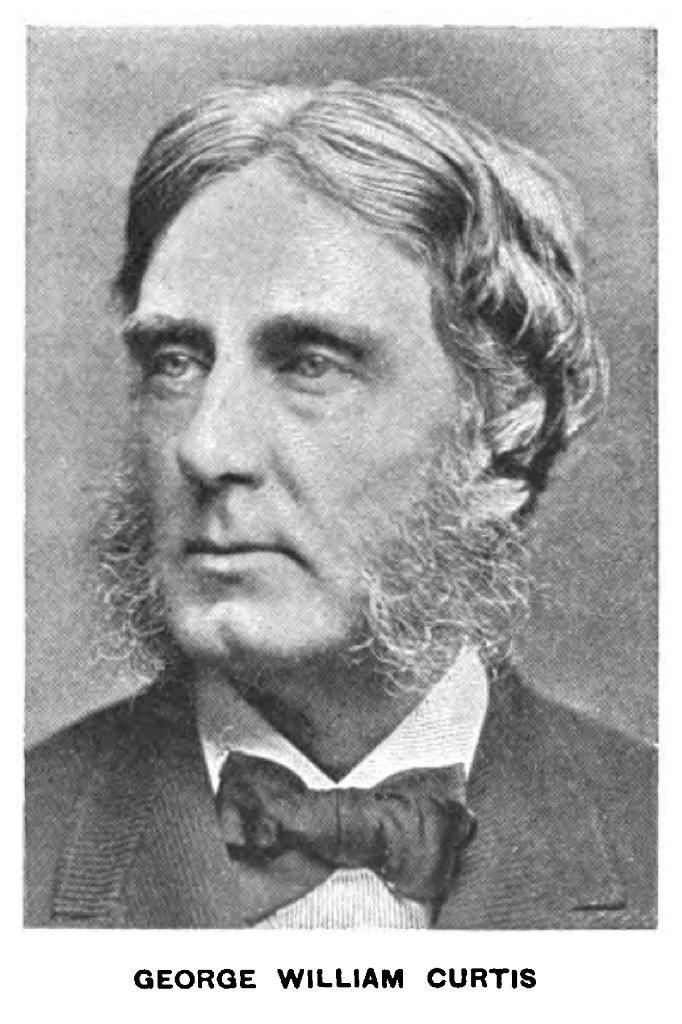
Джордж Вільям Кертіс

  - Матія Мразович (пом. 1896), хорватський юрист, публіцист і політик, 12-й мер Загреба.

### 1825—1849

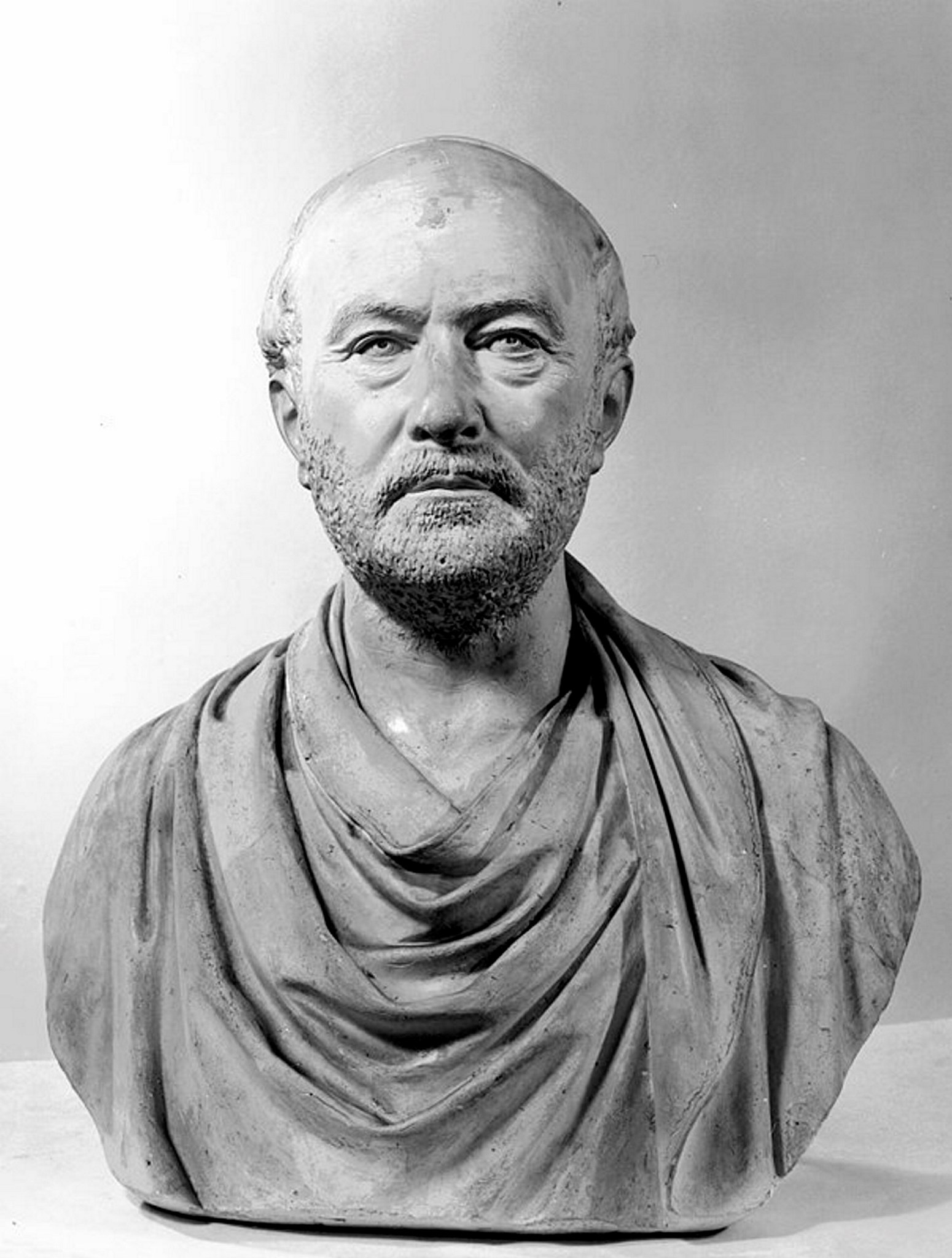
Гаакен Християн Мазіесен

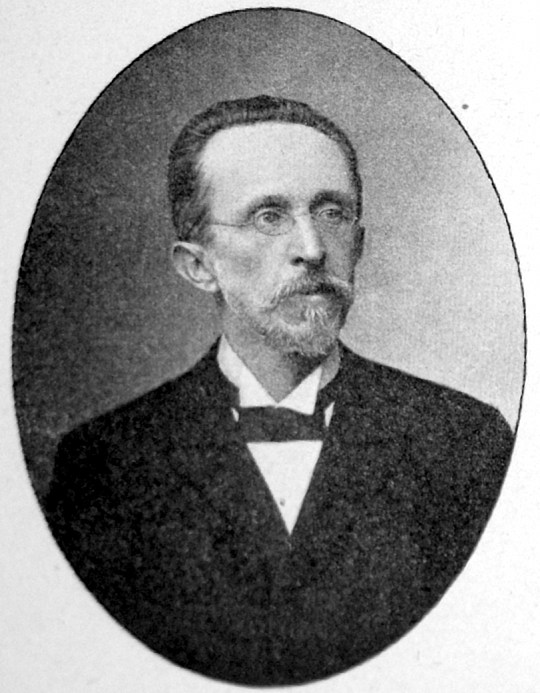
Іван І. Боргман

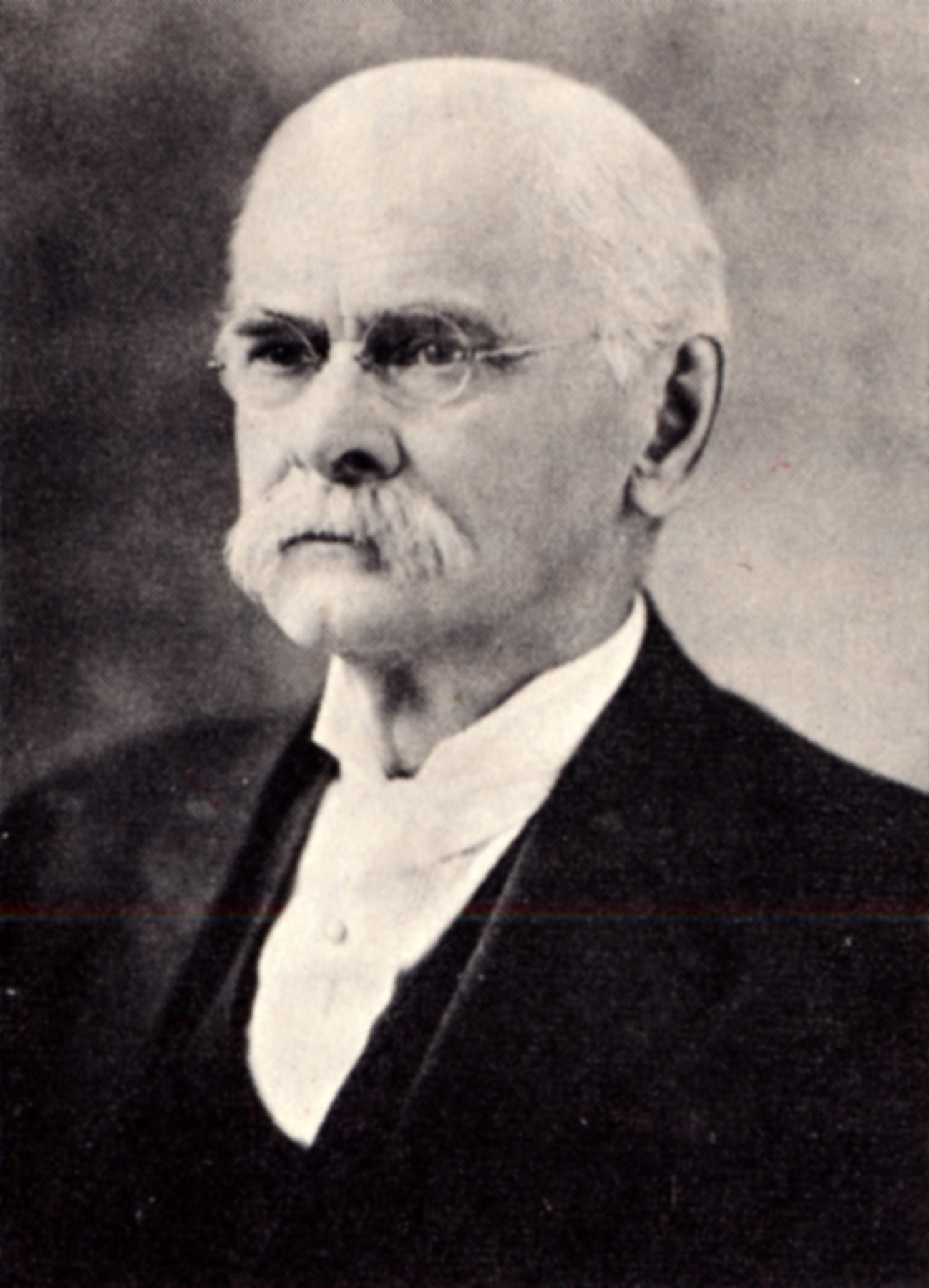
Джон Генрі Комсток

- 1825
  - Жюль Жирар[fr] (пом. 1902) — французький учений і історик літератури.
- 1827
  - Лідія Беккер (пом. 1890 або 1889[24]) — лідер раннього руху за виборчі права жінок у Великій Британії. Лідія Беккер

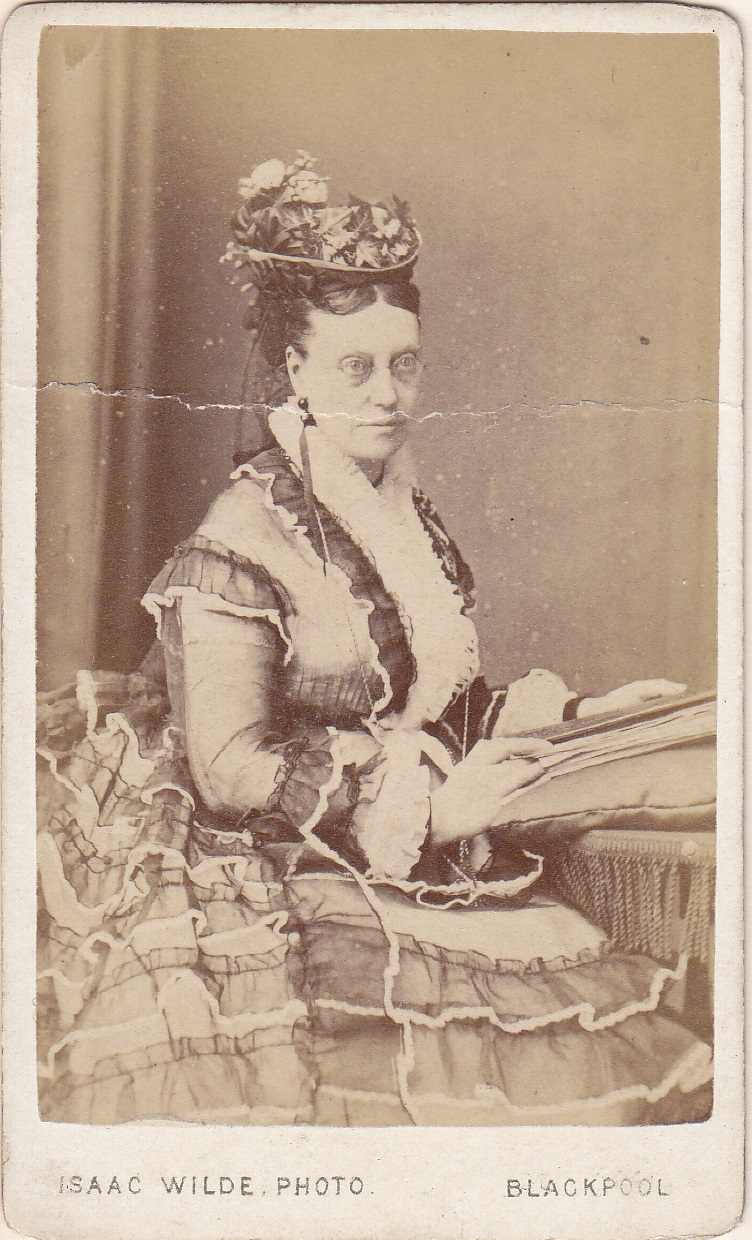
Лідія Беккер

  - Белісаріо Матіас Пратс Перез[es] (пом. 1897) — чилійський державний і політичний діяч, юрист, міністр внутрішніх справ Чилі (1878—1879 і 1890), міністр Військового міністерства і флоту (1876—1877), Голова Верховного суду Чилі (1885).
  - Чарльз Девіс Джеймсон[en] (пом. 1862) — воєначальник і політик часів Громадянської війни в США.
  - Гаакен Християн Мазіесен (пом. 1913) — норвезький землевласник і бізнесмен. Гаакен Християн Мазіесен
  - Модесто Домінгес Ервелья[gl] (пом. 1913) — галісійська учений, математик і інженер.
- 1828
  - Гаррі Сміт Паркс (пом. 1885) — британський дипломат.
  - Амін Шумейл[fa] (Амін бен Ібрагім Шумайл, пом. 1897) — ліванський письменник і дослідник, журналіст і адвокат.
- 1830
  - Марія Зеебах[de] (пом. 1897) — німецька акторка.
- 1831
  - Георг Лео фон Капріві де Капрера де Монтекукколі (пом. 1899) — німецький військовий і політичний діяч, граф (1891), генерал від інфантерії німецької армії, наступник Отто фон Бісмарка на посаді канцлера Німецької імперії (другого рейху) (з 20 березня 1890 по 28 жовтня 1894).
  - Альберт Шеффле (пом. 1903) — німецький і австрійський економіст і соціолог[25].
- 1832
  - Хуан Клементе Зенеа[en] (пом. 1871) — кубинський письменник.
- 1834
  - Донато Брамбані[no] (пом. 1906) — відомий норвезький промисловий підприємець.
- 1835
  - Шимун Милинович (пом. 1910) — хорватський єпископ і францисканець, архієпископ Бара і предстоятель Сербії.
  - Іван Іванович Подозёров[ru] (пом. 1899) — російський скульптор і педагог, академік і професор Імператорської Академії мистецтв.
- 1836
  - Еліас Блікс[en] (пом. 1902) — норвезький поет, музикант і політичний діяч.
  - Вінслоу Гомер (пом. 1910) — північноамериканський художник і графік, один з основоположників американської реалістичного живопису[26]. Вінслов Гомер
- 1837 —

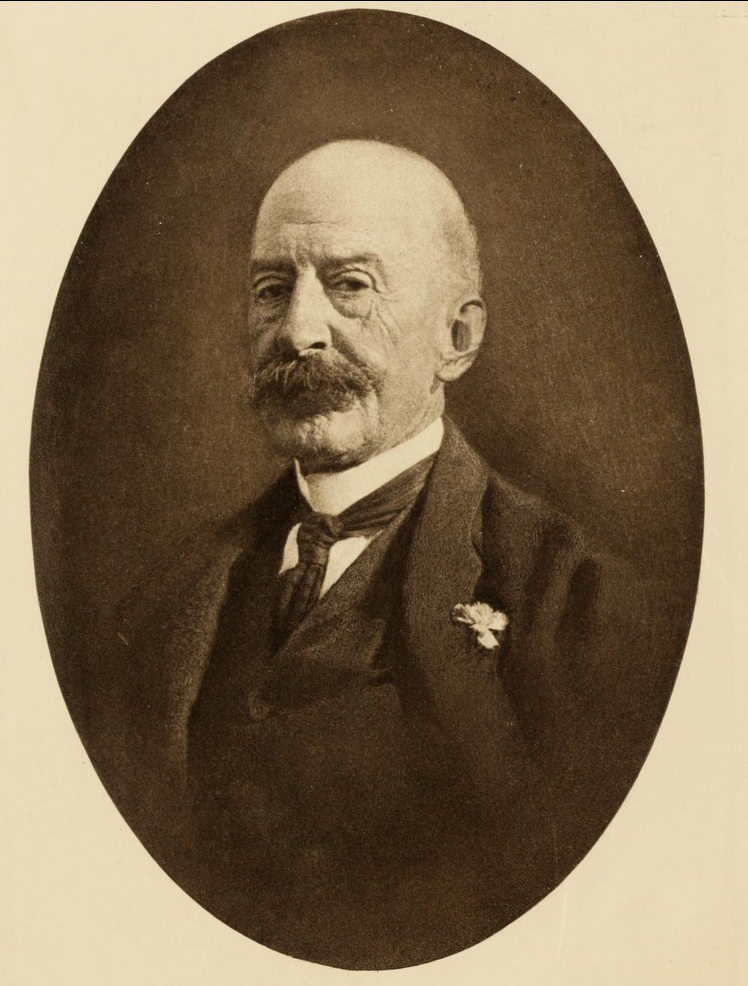
Вінслов Гомер

  - Росалія де Кастро (пом. 1885) — галісійська письменниця і поетеса в стилі романтизму.
  - Матіас Ромеро Авенданьо[en] (пом. 1898) — мексиканський політик і дипломат, який тричі обіймав посаду міністра фінансів та двічі був послом Мексики в США протягом 19 століття.
- 1841
  - Улісс Шевальє[fr] (пом. 1923) — французький церковний історик і бібліограф.
- 1842
  - Арріґо Бойто (пом. 1918) — італійський композитор і поет[27]. Арріґо Бойто

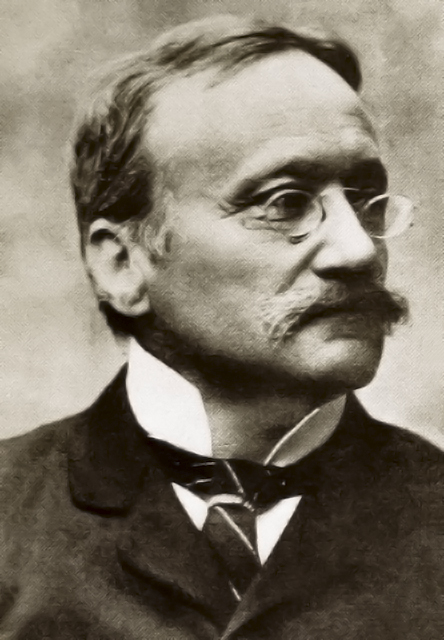
Арріґо Бойто

  - Юліан Романчук (пом. 1932) — відомий педагог, громадський і політичний діяч, довголітній політичний провідник галицьких українців, визначний громадський та культурно-освітній діяч (педагог, письменник, журналіст, видавець).
- 1843
  - Єлизавета Меркурівна Бьом (пом. 1914) — російська художниця і ілюстратор. Єлизавета Бьом
- 1844

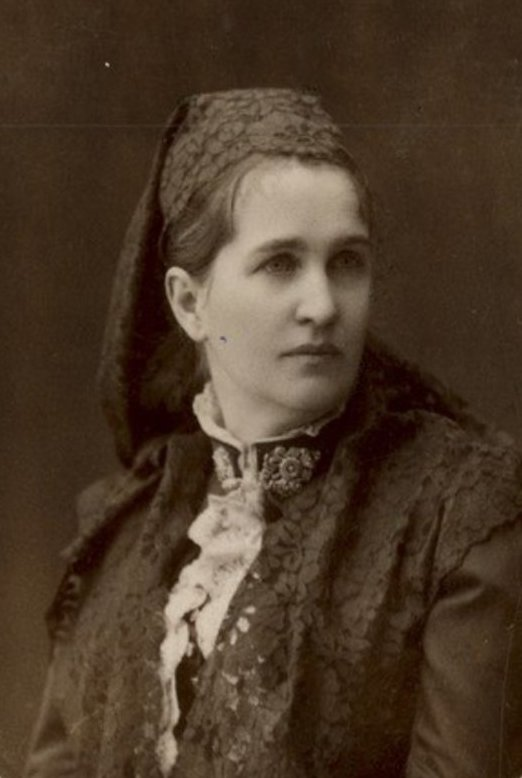
Єлизавета Бьом

  - Ауербах Олександр Андрійович (пом. 1916) — російський гірничий інженер, промисловець, творець і організатор виробництв, учений.
- 1847
  - Сіма Лозанич (пом. 1935) — сербський політичний і державний діяч, дипломат, хімік, педагог, професор, Президент Сербської королівської академії наук і мистецтв (1899—1900 і 1903—1906).
- 1848
  - Чарльз Грант Аллен (пом. 1899) — англо-канадський письменник.
  - Ежен Мельхіор де Вогюе (пом. 1910) — французький письменник і історик літератури. Ежен Мельхіор де Вогюе
- 1849

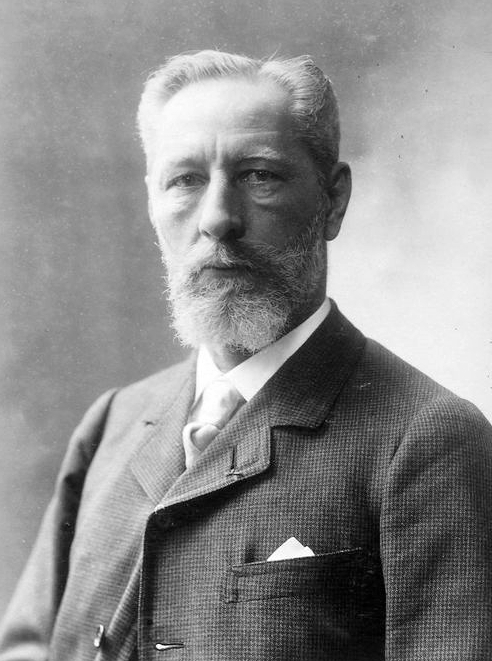
Ежен Мельхіор де Вогюе

  - Іван Іванович Боргман (пом. 1914) — російський фізик, з 1888 року професор і ректор Імператорського Санкт-Петербурзького університету. Іван І. Боргман
  - Джон Генрі Комсток[en] (пом. 1931) — американський ентомолог, арахнолог, професор Корнельського університету, автор праць за класифікацією метеликів і будовою комах, один з творців Системи Комстока — Нідема[28]. Джон Генрі Комсток[en]

### 1850—1874

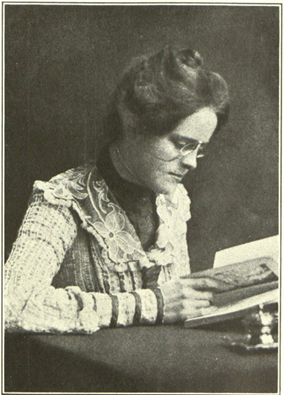
Керолайн Ренсом Вільямс

- 1850
  - Марі Ясаі[hu] (пом. 1926) — угорська театральна акторка[29].
- 1851
  - Карел Лібшер, чеський художник (пом. 1926)[30].
  - Анна Морган, відома американська викладачка драматичного мистецтва (пом. 1936?).
  - Герман Пааше, німецький економіст, статистик і політик, професор і депутат (пом. 1925).
- 1852
  - Джордж Огастес Мур[en], ірландський поет, прозаїк, драматург і критик (пом. 1933)[31]. Джордж Огастес Мур[en]

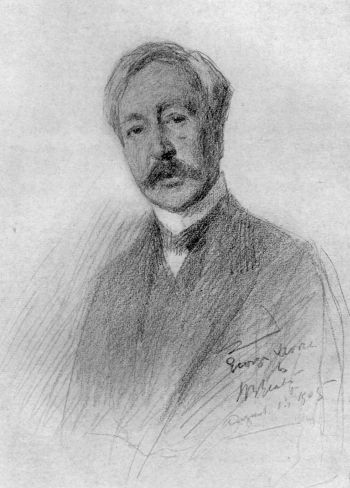
Джордж Огастес Мур

  - Франсиско Хав'єр Угарте Пахес[es] (пом. 1919) — іспанський державний діяч, міністр внутрішніх справ Іспанії (1900—1901).
- 1859
  - Аманда Брюстер Севелл, американська художниця, портретист і художник жанрових сцен (пом. 1926). Аманда Брюстер Севелл

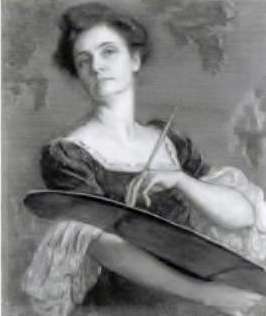
Аманда Брюстер Севелл

  - Карел Штрекель[sl], словенський лінгвіст, славіст, публіцист, етнолог і збирач словенських народних пісень (пом. 1912). Карел Штрекель[sl]

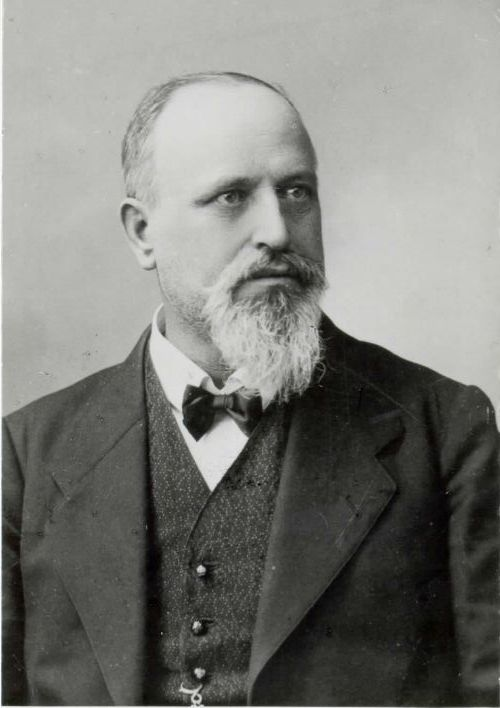
Карел Штрекель

- 1862
  - Едільберто Евангеліста[en] (пом. 1897) — філіппінський революціонер, будівельник.
- 1863
  - Молчанов Порфирій Устинович, український і радянський композитор і педагог (пом. 1945).
  - Умберто Каньї, полярний дослідник і адмірал королівського італійського флоту (пом. 1932).
- 1864
  - Володимир Ю. Грум-Гржимайло (пом. 1928), російський і радянський винахідник, інженер-металург, педагог і організатор виробництва, член-кореспондент АН СРСР (1927). Володимир Ю. Грум-Гржимайло

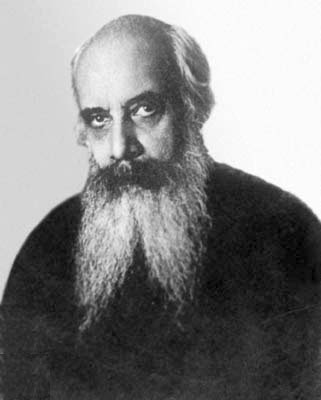
Володимир Ю. Грум-Гржимайло

  - Хосе Пардо-і-Барреда[es] (пом. 1947) — перуанський політик, двічі обіймав пост президента Перу, з 1904 по 1908 рік і з 1915 по 1919 рік.
- 1865
  - Андре-Фердінан Герольд (Еро) (пом. 1940) — французький письменник і поет-символіст.
  - Липа Іван Львович (пом. 1923) — український громадсько-політичний і державний діяч, письменник, літературний критик, медик.
- 1866
  - Макс Валлер[ru] (пом. 1889) — бельгійський літературний критик і поет.
- 1870
  - Теодор Галабов (пом. 1935) — болгарський стенограф, розробив теорію та методологію болгарської стенографії, доцент.
  - Жюль-Жероен Сальеж[fr] (пом. 1956) — французький кардинал, Праведник світу.
- 1871
  - Петро Іванович Арапов[ru] (пом. 1930) — російський воєначальник, генерал-лейтенант, учасник Першої світової війни.
  - Костянтин Васильович Волков[ru] (пом. 1938) — російський і радянський хірург, філософ, публіцист і громадський діяч.
- 1872
  - Джон Артур Джарвіс (пом. 1933) — британський плавець, дворазовий чемпіон Олімпіади-1900.
  - Оле Андреас Станг[en] (пом. 1955) — норвезький бізнесмен і землевласник.
  - Керолайн Ренсом Вільямс (пом. 1952) — американська єгиптолог і класичний археолог. Керолайн Ренсом Вільямс
- 1873
  - Михайло Іванович Сумгін[ru] — радянський вчений, один із засновників вчення про вічну мерзлоту (наука геокріологія) (пом. 1942)[32]. Михайло Іванович Сумгін[ru]
- 1874

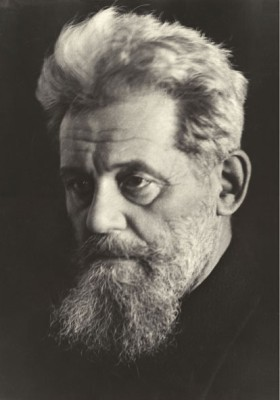
Михайло Іванович Сумгін

  - Йоханнес Пітер Хонус Вагнер[en] — американський бейсболіст, восьмикратний чемпіон Національної ліги за середнім відсотком відбивання, шестиразовий чемпіон ліги по слаггінгу і п'ятикратний за вкраденими баз (пом. 1955)[33]. Йоханнес Пітер Хонус Вагнер[en]

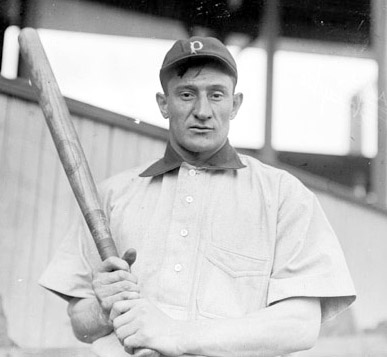
Йоханнес Пітер Хонус Вагнер

### 1875—1899

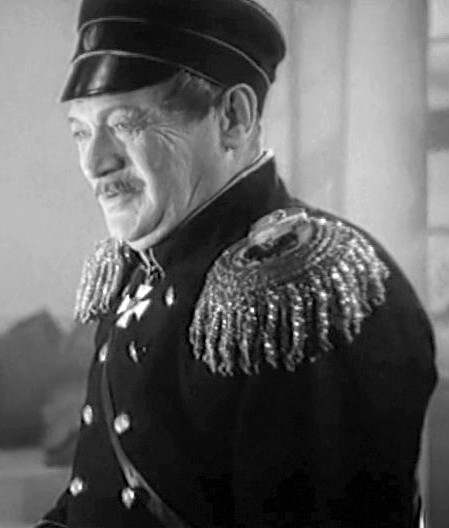
Олексій Д. Дикий

Генрі Франкфорт

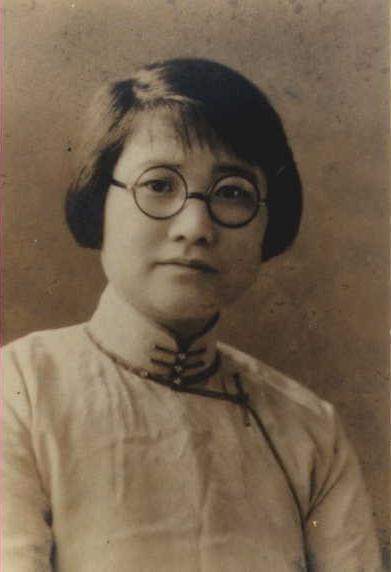
Су Суелін

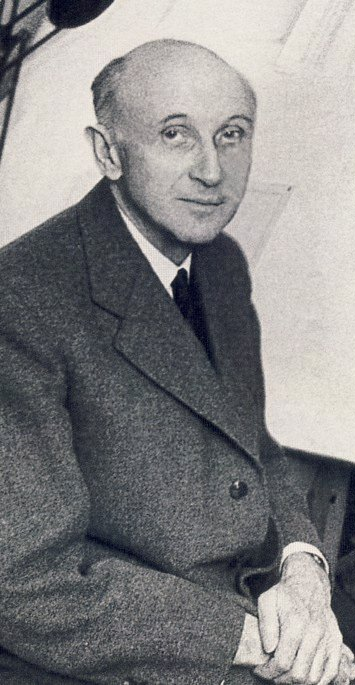
Бальцар фон Платен

- 1875
  - Альфред Агаш (пом. 1959) — французький архітектор-містобудівник, соціолог[34][35].
  - Монте Бевілле[ru], американський бейсболіст (пом. 1955).
  - Біллі Бествік[en], англійський гравець в крикет, грав за Derbyshire County Cricket Club[en] c 1898 по 1926. (пом. 1938).
  - Олександр Оттович Гадд, російський контрадмірал (пом. 1960).
  - Раффаеле Кьюрацці[it], італійський поет (пом. 1957).
  - Аддамс Стреттон Макалистер[en], інженер-електрик, редактор, автор книг, громадський діяч зі штату Віргінія (США) (пом. 1946).
  - Вальдемар Метзенсін[en], німецько-американський учений і викладач німецької мови, професор, спортивний тренер (Техаський університет в Остіні, штат Техас) (пом. 1942).

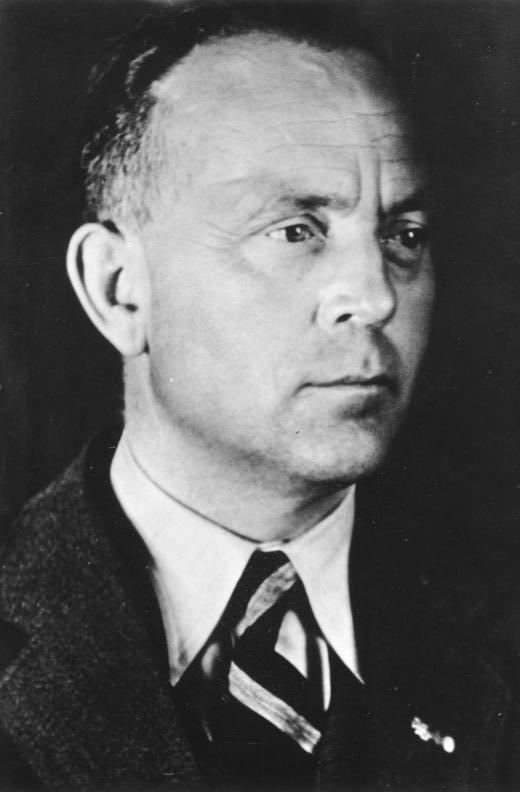
Курт Танк

  - Володимир Робертович Пікок[ru], російський і радянський артист опери, тенор (пом. 1943).
  - Джон Річардс[en], американський футболіст і тренер американського футболу, педагог і громадський організатор (пом. 1947).
  - Білл Котті[en] — південноафриканський регбіст (пом. 1928).
  - Константін Гірль, один з найбільших діячів нацистської Німеччини (пом. 1955). Константін Гірль

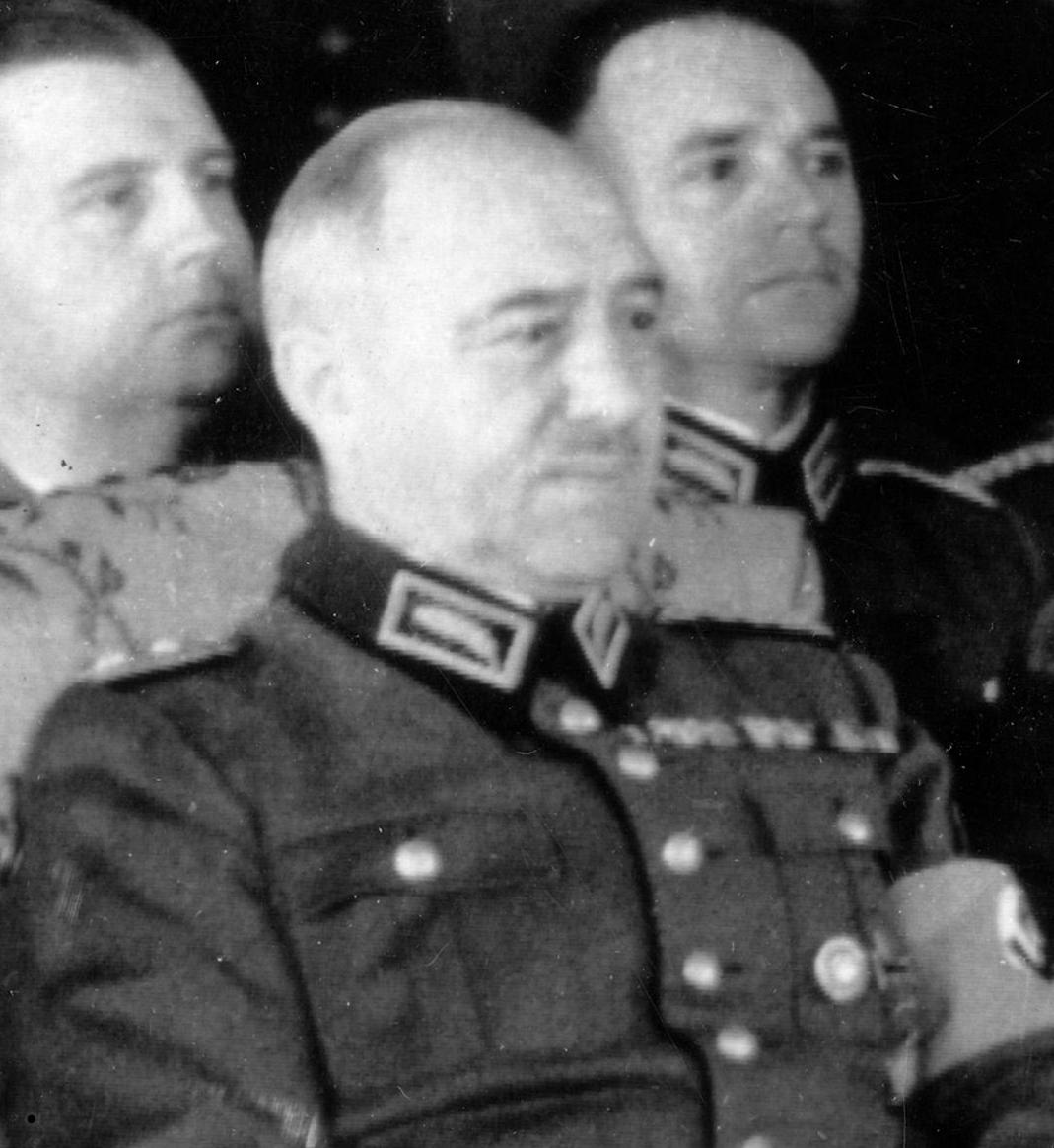
Константін Гірль

  - Макс фон Шенкендорфф, німецький генерал, учасник Першої і Другої світових воєн (пом. 1943).
- 1877
  - Рудольф Ганц[en] (пом. 1972) — швейцарсько-американський піаніст, диригент, композитор і музичний педагог.
- 1878
  - Александар Божинов (пом. 1968) — болгарський художник, публіцист, письменник, карикатурист та ілюстратор.
  - Марі Монсен (пом. 1962) — норвезька місіонерка.
- 1879
  - Михайло Мілованович[sr] (пом. 1941) — сербський живописець, скульптор і письменник.
- 1880
  - Микола Осипович Массалітінов, театральний діяч, актор, режисер, педагог (пом. 1961). Микола О. Массалітінов

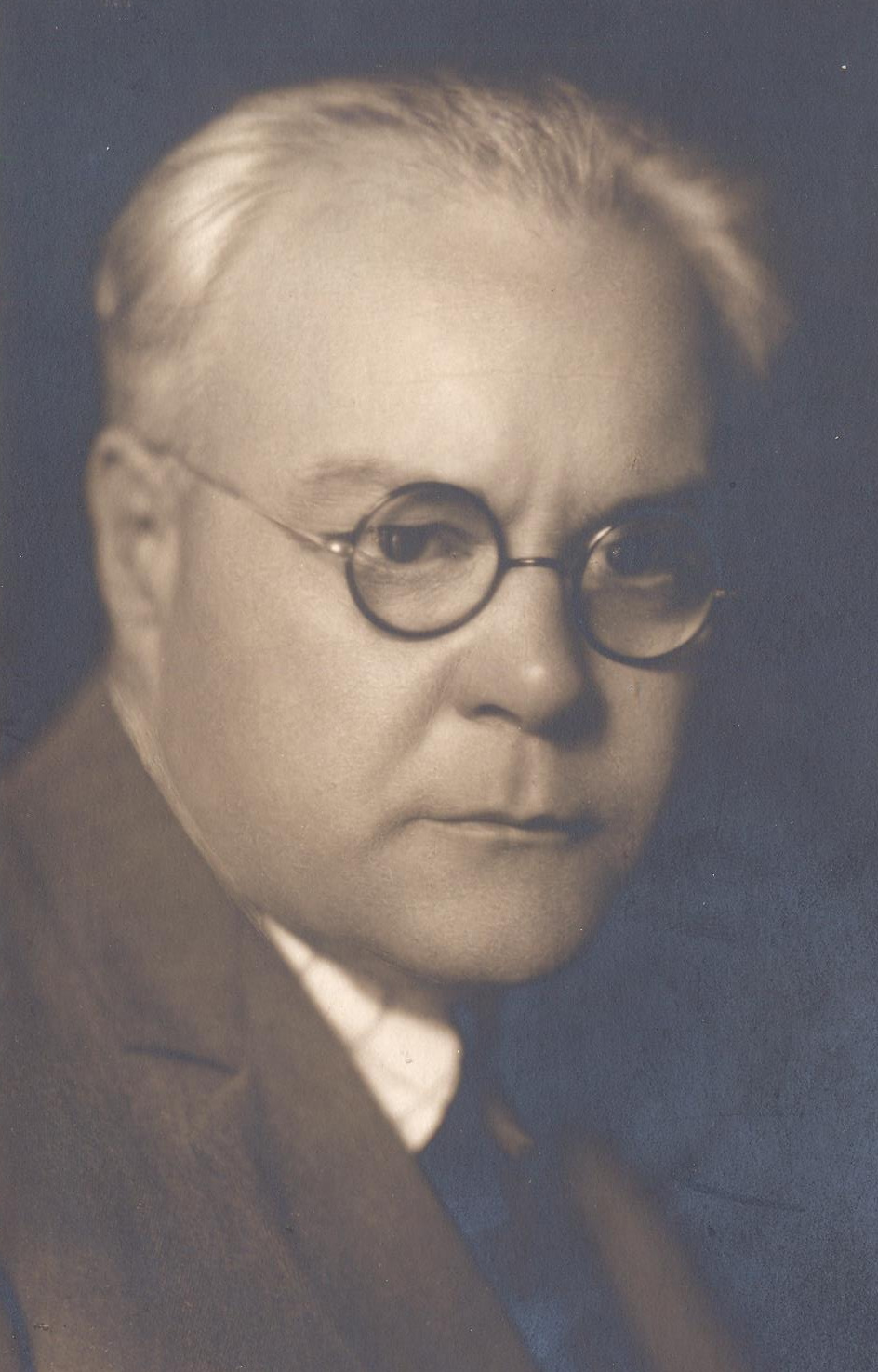
Микола О. Массалітінов

- 1882
  - Любомир Іванович[sr] (пом. 1945) — академічний сербський живописець і графік, член-кореспондент Сербської академії наук і мистецтв.
  - Хаяо Тада[en] (пом. 1948) — генерал Імператорської армії Японії в роки Другої японо-китайської війни.
- 1883
  - Амлето Джованні Чіконьяні[ru] (пом. 1973) — італійський куріальний кардинал і ватиканський сановник.
- 1884
  - Іван Абаджиєв[bg] (пом. ?) — болгарський військовик, Шановний громадянин Ловеча.
  - Євген Васильович Аметистів[ru] — обновленчеський архієпископ Петрозаводський і Карельський (розстріляний 1938).
- 1885
  - Станіслав Ігнацій Віткевич, польський письменник, художник і філософ (пом. 1939, наклав на себе руки)[36]. Станіслав Ігнацій Віткевич

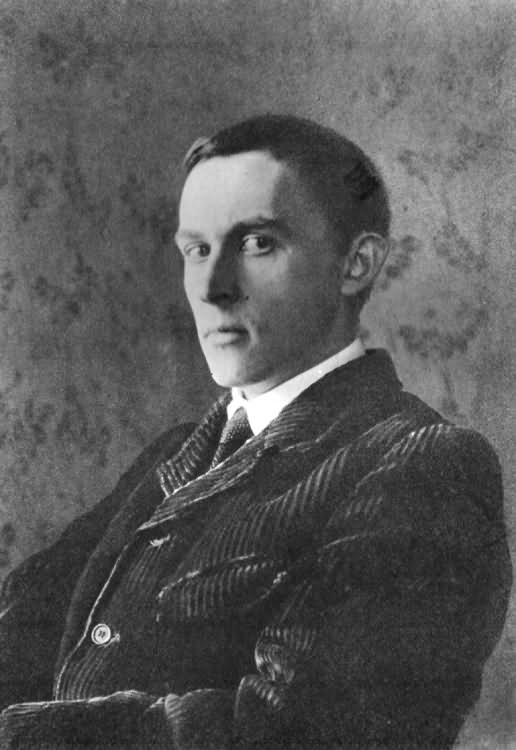
Станіслав Ігнацій Віткевич

  - Честер Вільям Німіц, американський адмірал флоту (пом. 1966)[37]. Честер Німіц
- 1886

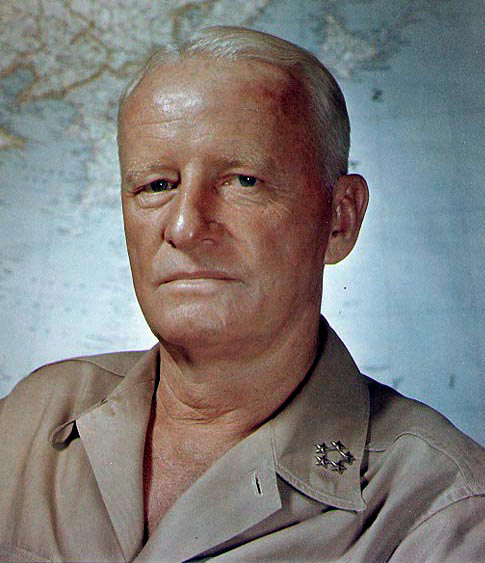
Честер Німіц

  - Аббас Кулі-бек Бабіб огли Шадлінскій[ru] (пом. 1930) — радянський військовий діяч, революціонер, командир партизанського загону «Червоний табір», який зіграв значну роль у встановленні радянської влади у Вірменії і Нахічевані.
- 1887
  - Вільгельм Брекке, норвезький футболіст, грав у національній збірній (пом. 1938).
  - Джон Гейдж[en], мер Канзас-Сіті (штат Міссурі, США) протягом трьох термінів (пом. 1970).
  - Яан Юнкур, естонський військовий і дипломат, командувач військового округу (пом. 1942).
  - Бора Костіч, югославський шахіст, міжнародний гросмейстер (1950) (пом. 1963).
  - Уолтер Тууз[en], американський адвокат і політик, Суддя Верховного суду штату Орегон[en] (пом. 1956).
  - Девід Вільям Харві[en], канадський інженер і організатор транспортної системи (пом. 1938).
  - Мері Еллен Чейз, американський письменник, учений і педагог (пом. 1973)[38]. Мері Еллен Чейз

Мері Еллен Чейз

  - Томас Шарп[en], англійський льотчик-ас Першої світової війни.
  - Мартін Штернер[sv], шведський актор і режисер (пом. 1966).
- 1888
  - Райна Талінська (пом. 1954) — болгарська акторка Народного театру.
- 1889
  - Олексій Денисович Дикий — актор, театральний режисер, педагог, народний артист СРСР (пом. 1955). Олексій Д. Дикий
  - Карл-Еренфрід Карлберг[ru] — шведський гімнаст, чемпіон літніх Олімпійських ігор 1912 року в командній першості з шведської системі. Після спортивної кар'єри — політичний діяч, бізнесмен, ідеолог шведського націонал-соціалізму. (пом. 1962)
- 1890
  - Ангел Димитров[bg] (пом. 1965) — болгарський цирковий артист, режисер та педагог.
- 1891
  - Маріано Бруль[es] (пом. 1956) — кубинський поет, перекладач, дипломат.
  - Шульга-Нестеренко Марія Іванівна (пом. 1964) — радянська геологиня і палеонтологиня, доктор геолого-мінералогічних наук.
- 1892
  - Олексій Степанович Кучинський[ru] (пом. 1937) — державний і громадський діяч Білоруська РСР, і. о. ректора Білоруського державного університету, професор.
  - Нікола Наков (пом. 1945) — болгарський офіцер, генерал-лейтенант, командир 1-ї Болгарської армії під час Другої світової війни.
  - Костянтин Олександрович Федін, радянський письменник (пом. 1977)[39]. Костянтин О. Федін
- 1894

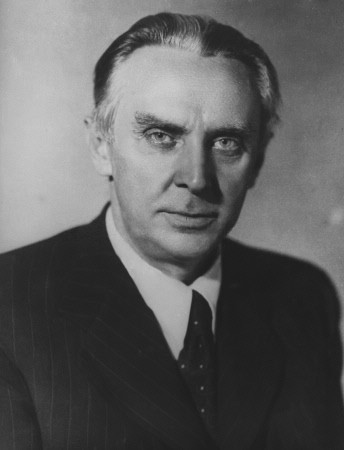
Костянтин О. Федін

  - Микола Олександрович Бессарабов[ru] — американський музикознавець російського походження (пом. 1973).
  - Пеньковський Лев Мінайович (пом. 1971) — російський радянський поет-перекладач.
- 1895
  - Всеволод В'ячеславович Іванов, російський радянський письменник (пом. 1963)[40]. Всеволод В. Іванов
- 1896

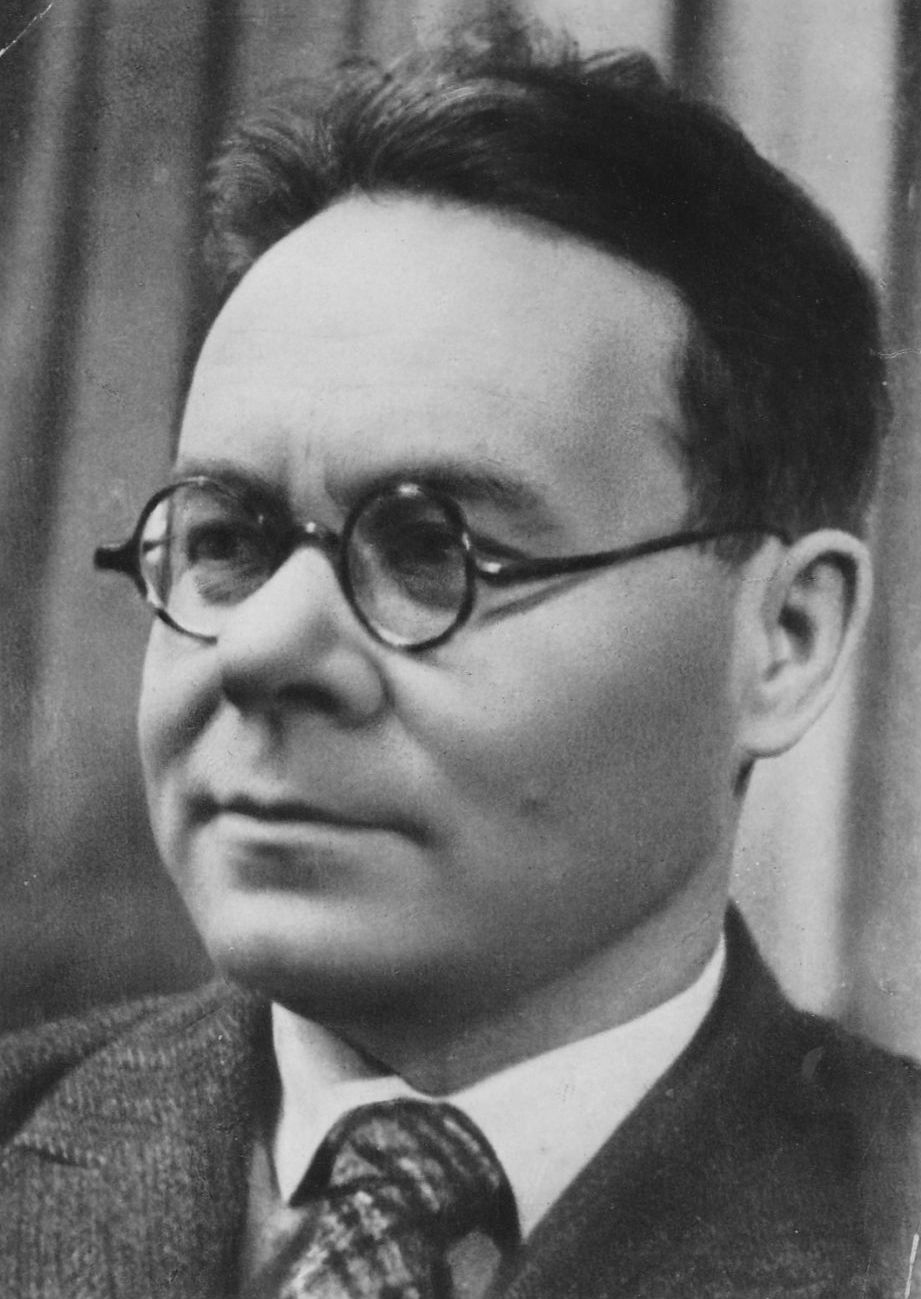
Всеволод В. Іванов

  - Григорій (Григір) Петрович Агаронян[ru] (пом. 1980) — вірменський радянський скульптор. Член Спілки художників СРСР[41]. Народний художник Вірменської РСР (1967).
  - Микола Миколайович Архангельський[ru] (пом. 1984) — радянський учений в області ентомології та захисту рослин, член-кореспондент ВАСГНІЛ (1956), доктор сільськогосподарських наук, професор.
  - Ахмед (Ахмадулла) Альмухаметовіч Біішев[ru] (пом. 1937) — державний і громадський діяч, учасник і ідеолог Башкирського національного руху, один з організаторів Башкирського війська, політсекретар Башкирського обкому РКП (б), голова Ради народних комісарів БАССР (1920—1921 рр.).
  - Невена Буюклієва (пом. 1966) — болгарська драматична акторка, народна артистка з 1952 року.
  - Ілія Ненчев[bg] (пом. 1978) — болгарський політик, юрист та громадський діяч першої половини XX століття.
- 1897
  - Дівко Будак[ru] (загинув 1941) — югославський хорватський приватний підприємець, учасник Руху Опору в Хорватії в роки Другої світової війни, організатор втечі ув'язнених з концтабору Керестінец, Народний герой Югославії.
  - Нікола Недков[bg] (пом. 1955) — болгарський лікар, пластичний хірург, доцент.
  - Генрі Франкфорт (пом. 1954) — нідерландський, північноамериканський і англійський археолог, єгиптолог і орієнталіст, дослідник мистецтва давнини[42]. Генрі Франкфорт
  - Су Сюелінь (пом. 1999) — китайська письменниця і науковиця. Су Суелін
- 1898
  - Ґеорґ Бількенрот — німецький учений-хімік, професор, дійсний член Академії наук НДР (Akademie der Wissenschaften der DDR), член Науково-дослідного ради НДР, лауреат Національної премії НДР 1 ст. (1951) (пом. 1982).
  - Бальцар фон Платен — шведський інженер, винахідник і підприємець (пом. 1984). Бальцар фон Платен
  - Курт Танк (пом. 1983) — німецький авіаційний конструктор, льотчик-випробувач[43]. Курт Танк
- 1899
  - Лев Іванович Брандт[ru], російський і радянський спортсмен і тренер, багаторазовий чемпіон СРСР (пом. 1943).
  - Кларенс Ветцель[en], американський політик, депутат Палати представників штату Огайо[en] (пом. 1972).
  - Йоган Греттумсбротен, норвезький двоєборець і лижник, багаторазовий олімпійський і світовий чемпіон (пом. 1983). Йоган Греттумсбротен

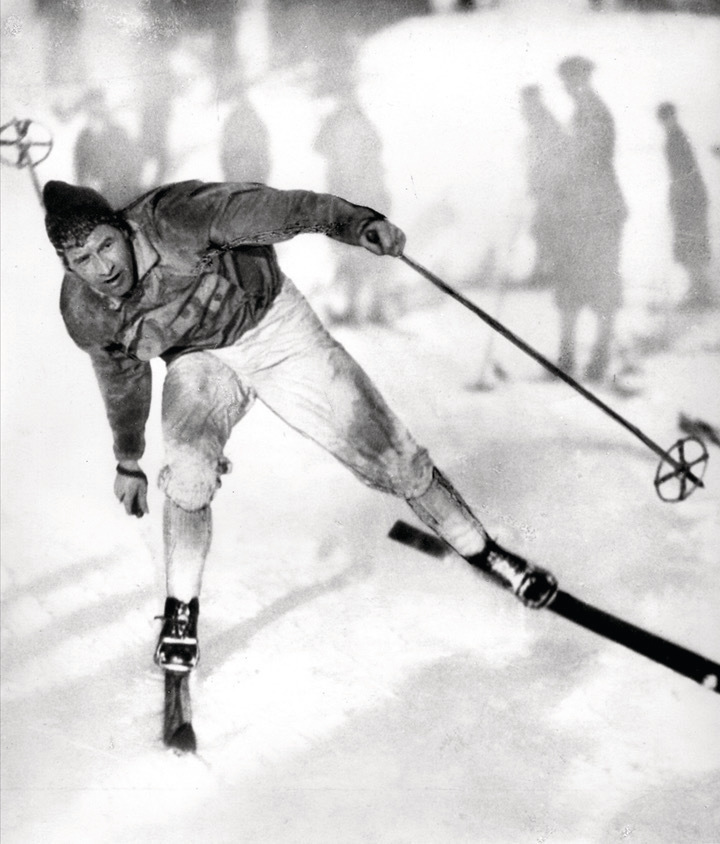
Йоган Греттумсбротен

  - В'ячеслав В'ячеславович Левандовський (пом. 1962) — український та російський художник-мультиплікатор та ілюстратор, один з засновників української анімації.
  - Михайло Михайлович Громов, радянський льотчик і воєначальник, спортсмен, професор, Герой Радянського Союзу (пом. 1985). Михайло М. Громов

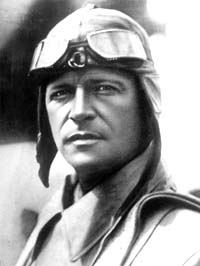
Михайло М. Громов

  - Честер Гейлорд[en], американський співак (пом. 1984).
  - Герман Каймель[de], німецький живописець, графік, художник і графічний дизайнер (пом. 1948).
  - Джон Кленнер[de], німецько-американський композитор, автор пісень і піаніст (пом. 1955).
  - Джон Вільям Кленсі[ru], федеральний суддя США (пом. 1969).
  - Гельмут Колле[de] (пом. 1931) — німецький / французький художник-експресіоніст. Гельмут Колле[de]

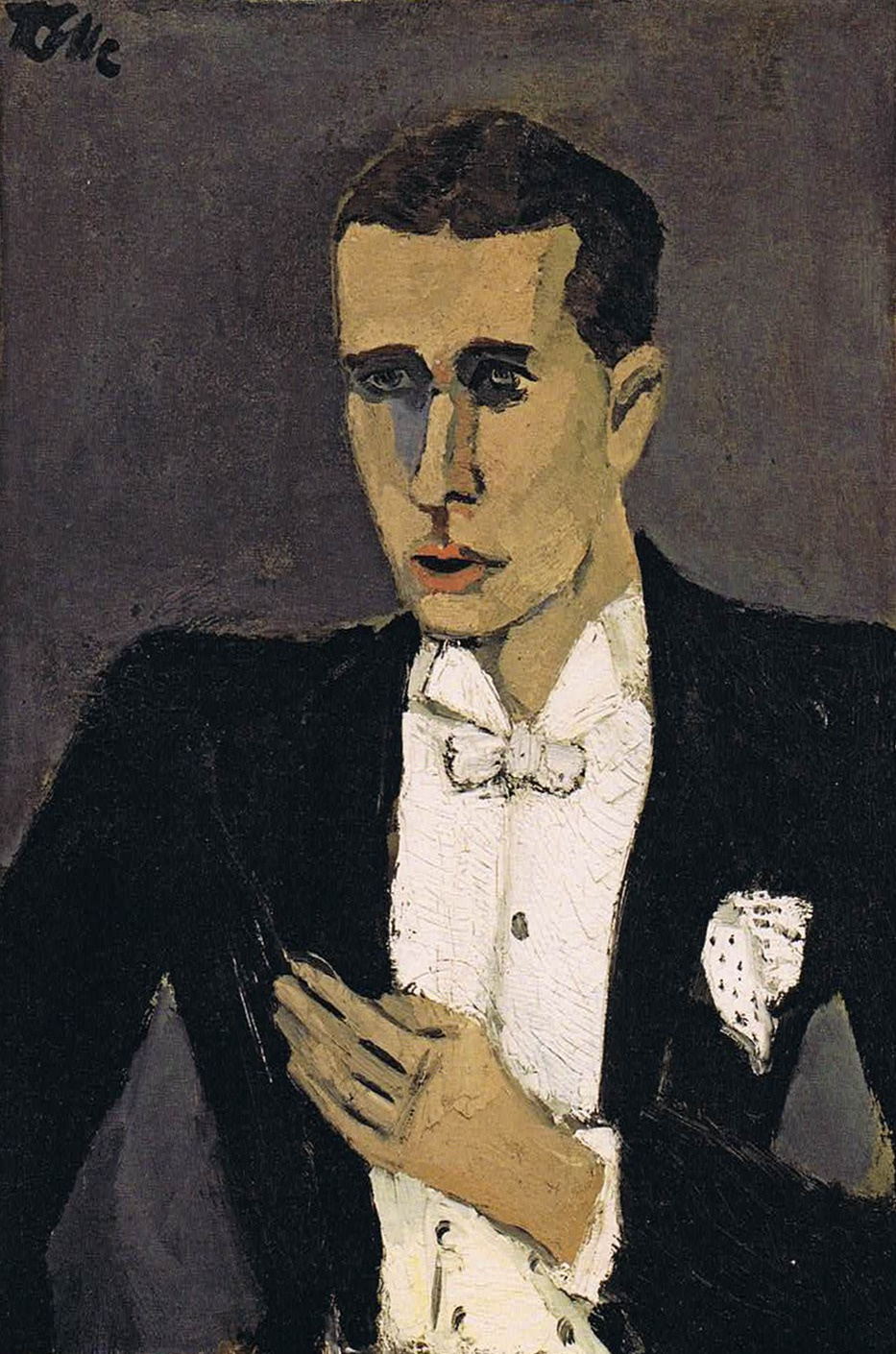
Гельмут Колле

  - Вінченцо К'яботто, італійський футболіст.
  - Йоханнес Лест[et] (пом. 1976) — естонський лижник і педагог[44].
  - Рагнвальд Альфред Рошер Лунд[no], норвезький військовий, розвідник і дипломат (пом. 1975).
  - Луїджі Оссойнак, італійський футболіст (пом. 1990).
  - Пінкі Піттенгер[en], американський бейсболіст (пом. 1977).
  - Жак Прессер[nl], нідерландський історик, письменник і поет (пом. 1970).
  - Антоніо Пьетропаоло[it], італійський анархіст і партизан (пом. 1965).
  - Білл Стейнметз[ru], американський ковзаняр, переможець міжнародних змагань (пом. 1988).

## XX століття

### 1900—1919
- 1902
  - Неделько Гвозденович[sr] (пом. 1988) — сербський живописець і академік Сербської академії наук і мистецтв.
  - Борис Лев’єв[bg] (пом. 1968) — болгарський скрипаль, диригент та композитор.
  - Гледіс Ейлворд (пом. 1970) — християнська місіонерка у Китаї британського походження.
- 1904
  - Любен Крапчев[bg] (пом. 1992) — болгарський журналіст.
  - Ісаму Косугі[en] (пом. 1983) — актор та режисер.
- 1906
  - Бенні Остербан[en] (пом. 1990) — північноамериканський футболіст (американський футбол), бейсболіст та тренер[45]. Бенні Остербан[en]
- 1907

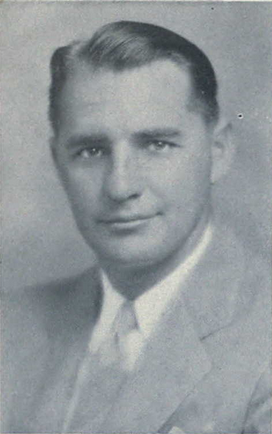
Бенні Остербан

  - Віталій (Байрак) (пом. 1946) — український церковний діяч, ієромонах-василіянин, проповідник, місіонер, письменник. Блаженний священномученик Української Греко-Католицької Церкви (Дрогобицький мученик).
  - Марджорі Куртене-Латімер (пом. 2004) — південноафриканська натуралістка.
  - Мірча Еліаде (пом. 1986) — румунський академік, письменник, історик релігій, філософ релігієзнавець і дослідник міфології, професор Чиказького університету з 1957 року, громадянин США з 1966 року; автор понад 30-и наукових, літературних і філософських праць, перекладених 18 мовами світу. З його робіт з історії релігії найвідомішими є праці, присвячені шаманізму, йозі, космогонічним міфам і «примітивним» релігійним віруванням.
  - Тане Наумов (пом. 1977) — македонський партизан, учасник Громадянської війни в Іспанії, Народно-визвольної боротьби в Грецькій Македонії та Громадянської війни в Греції.
- 1909
  - Август Дерлет (пом. 1971) — американський письменник в жанрі фентезі, пристрасний шанувальник Лавкрафта, який присвятив життя пропаганді його творчості.
- 1911
  - Олександр Гольдштейн[it] (пом. 1988) — польський/австралійський шаховий композитор[46].
  - Алі-Акбар Зарфам (пом. 1976) — іранський державний і політичний діяч, генерал-майор, міністр фінансів Ірану (1959—1961).
- 1913
  - Річард М. Гудвін[en] (пом. 1996) — американський математик і економіст.
  - Кай Холст (пом. 1945) — норвезький учасник і керівник Руху Опору.
  - Прокопій Устинович Петров (пом. 1964) — радянський якутський історик—якутознавець.
- 1914
  - Ігнацій Гавран (пом. 2009) — хорватський і боснійський францисканський чернець, перекладач, історик і мандрівник.
- 1917
  - Тетя́на Ни́лівна Ябло́нська (пом. 2005) — українська художниця, професор (1967 рік), академік Академії мистецтв СРСР (1975), Народна художниця СРСР (1982), дійсна членкиня (академік) Академії мистецтв України (1997—2005), лауреатка Державних премій СРСР (1945, 1951, 1979) та Національної премії України імені Тараса Шевченка (1998), Герой України (2001), депутатка Верховної Ради УРСР 3—4-го скликань.
- 1918
  - Вінчо Христов (пом. 1943) — болгарський партизан, учасник Руху Опору під час Другої світової війни.

### 1920—1939
- 1920
  - Єфімов Гавриїл Дмитрович (пом. 2000) — якутський журналіст, поет.
  - Бай Хун (пом. 1992) — китайська акторка і співачка.
- 1922
  - Пніна Зальцман (пом. 2006) — ізраїльська піаністка.
- 1923
  - Джані Гурдіт Сінгх (пом. 2007) — індійський письменник, журналіст і редактор.
  - Рафаель Толмасов — єврейський співак у Таджицькому академічному театрі опери та балету імені Садридина Айні, Народний артист Таджицької РСР.
- 1924
  - Чикаге Авасіма[en] (пом. 2012) — японська акторка.
  - Ібрагім Адджі[id] (пом. 1999) — індонезійський дипломат, генерал.
  - Тед Арісон[en] (пом. 1999) — ізраїльський бізнесмен, судновласник.
  - Ян Верснель[nl] (пом. 2007) — голландський фотограф інтер'єрів, предметів та архітектури.
  - Талат Махмуд (пом. 1998) — індійський співак.
- 1925
  - Етель Аднан — лівансько-американська поетеса, есеїстка і візуальна художниця.
  - Ірма Гейтінґ-Схумахер (пом. 2014) — голландська плавчиня, дворазова призерка літніх Олімпійських ігор в Лондоні (1948) і Гельсінкі (1952) в естафеті 4 × 100 вільним стилем.
  - Фріц Крістіан Голте[no] (пом. 2015) — норвезький економіст, професор.
  - Вандлі Язід[en] (пом. 2005) — сінгапурський композитор, аранжувальник, музикант, музичний голова.
- 1926
  - Ядолла Мафтун Аміні[en] — азербайджанський іранський поет.
  - Комі Олександр Павлович[kv] (пом. 1989) — комі-зирянський письменник.
- 1928
  - Пер Леннінг[no] (пом. 2016) — норвезький лютеранський єпископ і політик, доктор теології (1955) і доктор філософії (1958), професор.
  - Майкл Гаррінгтон (ром. 1989) — північноамериканський демократичний соціаліст, активіст, політичний теоретик, публіцист, політичний професор Гії та засновник Демократичної соціалістичної організації Америки[47]. Майкл Гаррінгтон

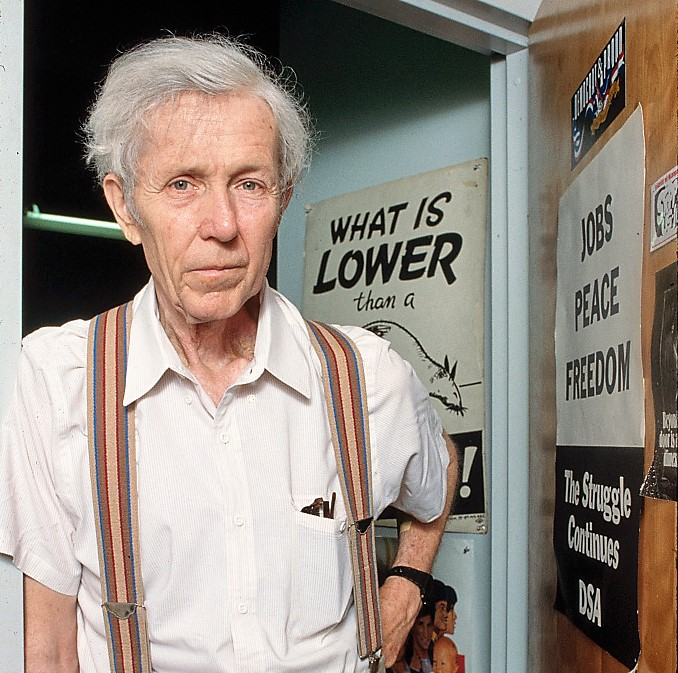
Майкл Гаррінгтон

- 1929
  - Кінтаро Охкі[en] (пом.2006) — південнокорейський реслер.
- 1930
  - Григо́рій Микола́йович Ча́пкіс — український хореограф, народний артист України. Григорій М. Чапкіс
- 1931

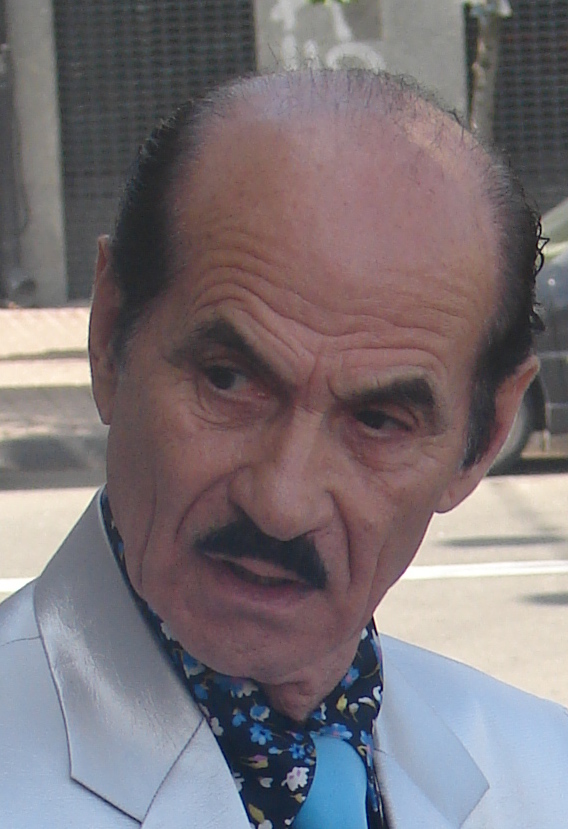
Григорій М. Чапкіс

  - Славе Македонський (пом. 2002) — болгарський македонський поет, письменник, сценарист, публіцист і літературний перекладач, вчився и починав писати в СРСР, писав македонською і болгарською мовами.
  - Мона Озуф — французька історикиня й філософиня.
  - Такеші Кусака[en] (пом. 2017) — японський актор.
  - Урі Орлєв[en] (1931—2022) — ізраїльський прозаїк, сценарист, автор книг для дітей та юнацтва, перекладач.
  - Боб Хасан[id] (пом. 2020) — індонезійський бізнесмен, який коротко служив міністром торгівлі та промисловості в 1998 році, а згодом був ув'язнений за корупцію.
- 1932
  - Міше́ль Легра́н (пом. 2019) — французький композитор, піаніст, співак й аранжувальник вірменського походження.
  - Мохамед Будія[fr] — алжирський політичний активіст, моджахед, терорист, драматург, поет.
- 1933
  - Веселін Іскарський[bg] (пом. 1995) — болгарський журналіст.
  - Тосія Уеда[zh] — японський актор-сейю.
- 1934
  - Джота Лідія[el] — грецька співачка, одна з найбільших і найвідоміших виконавців народних пісень.
  - Махбуб-ул-Хак[en] (пом. 1998) — пакистанський вчений, економіст, теоретик міжнародного розвитку та політик, міністр фінансів.
- 1936
  - Насеем Бегум[en] (пом. 1971) — пакистанська співачка.
  - Чудомир Начев (пом. 2005) — болгарський лікар, професор (з 1990) та академік (з 2003).
  - Феріт Едґу — турецький письменник.
- 1938
  - Олександр Дірджосусанто[id] — індонезійський священник.
  - Младен Кушець[hr] (пом. 2020) — хорватський поет, оповідач, публіцист і журналіст.
- 1939
  - Дікі Божаджі[mk] — марафонський плавець, рекордсмен.
  - Пантелей Пачов[bg] (пом. 2017) — болгарський політик, член парламенту.

### 1940—1959

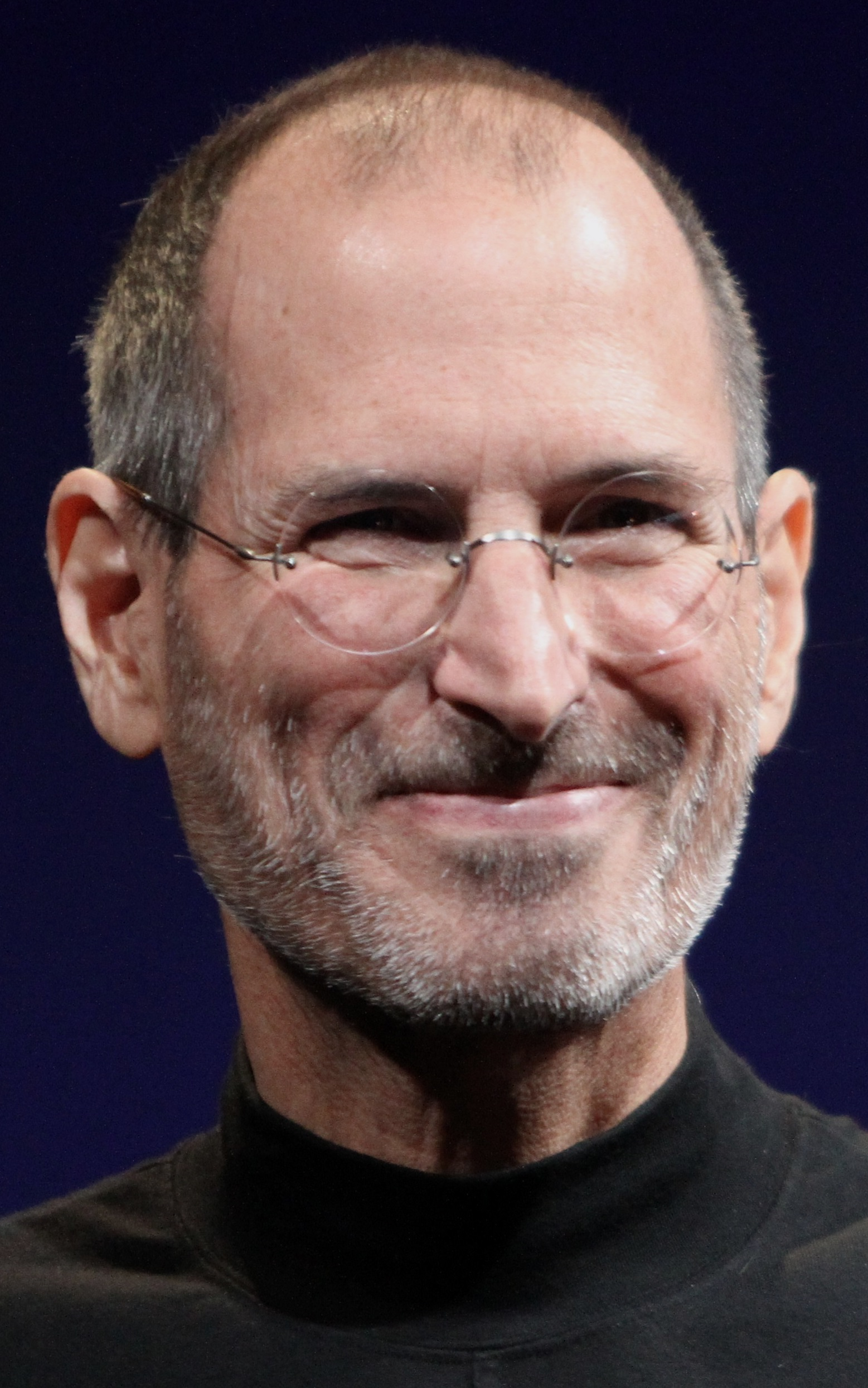
Стів Джобс

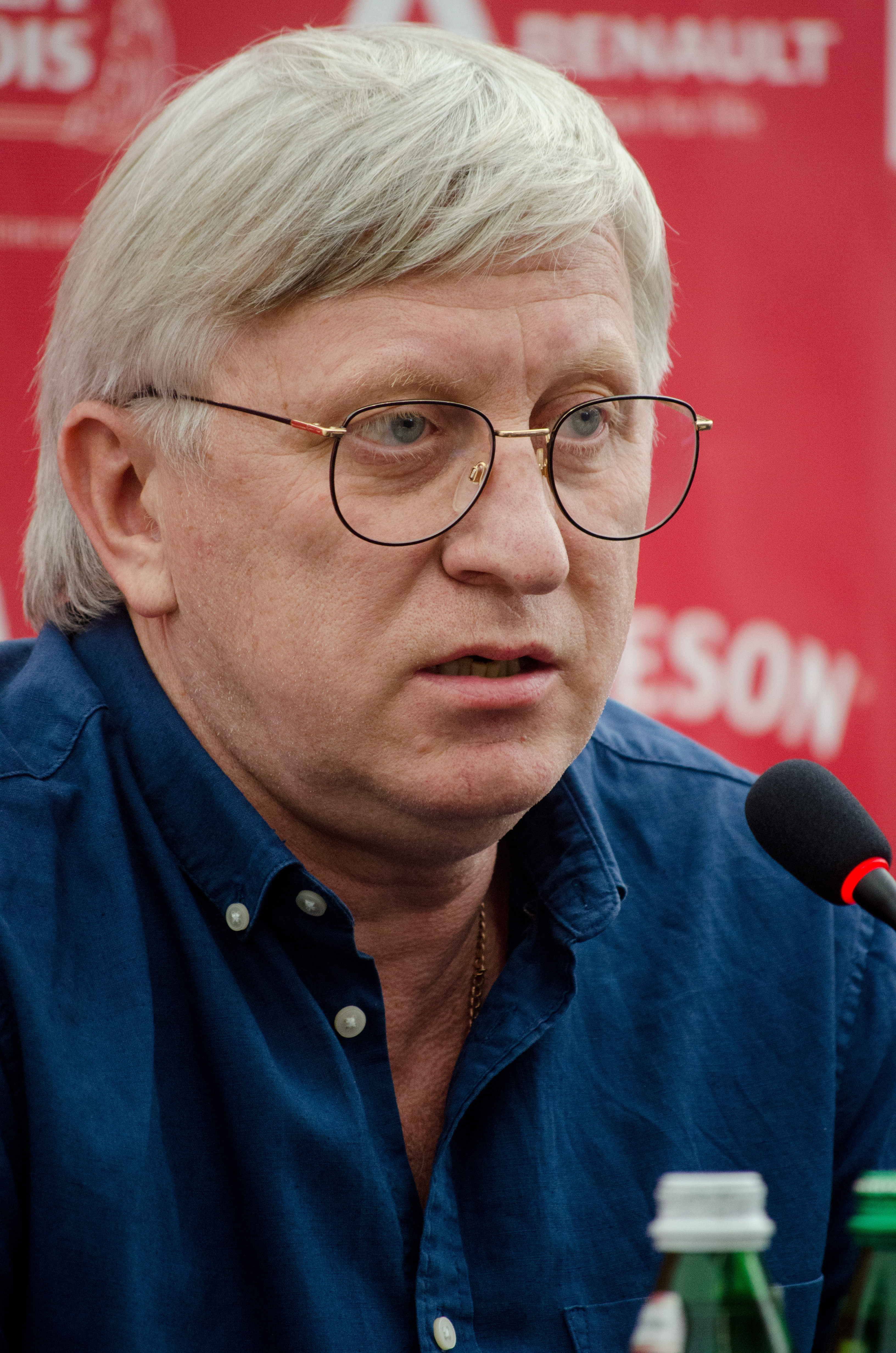
Володимир Горянський

- 1940
  - Гайсін Салават Мухтарович[ba] — російський державний діяч, менеджер.
  - Насрулла Насехпур[az] — іранський співак.
- 1941
  - Ерліна Касім[id] (пом. 2017) — індонезійська військовичка.
  - Сем Дж. Люндвалл, шведський письменник-фантаст, бібліограф та критик фантастики, автор пісень і композитор.
- 1942
  - Девід Вільямсон[en] — австралійський драматург[48].
  - Дженні О'Хара[ru] — американська акторка і режисерка.
  - Ма Чжікін[zh] — тайванська акторка та продюсерка.
- 1943
  - Мака Йоган[sl] — словенська соціологиня.
  - Ксав'є Кортес Роша[en] — мексиканський архітектор та урбаніст.
  - Сіхат Тамер[tr] — турецький актор кіно, театру та телесеріалів.
- 1944
  - Бьорн Аамодт (пом. 2006) — норвезький поет.
  - Тер'є Сандк'єр[no] — норвезький політик.
- 1945
  - Сяхрір[en] (пом. 2008) — індонезійський політичний економіст.
- 1946
  - Кельд Арне Гайк[da] — данський співак, композитор, автор пісень і гітарист.
  - Дамян Дамянов[bg] — болгарський лікар-хірург і вчений, академік.
  - Дайан Ларсен-Фріман — американська лінгвістка.
- 1947
  - Іштіак Ахмед — шведський політолог пакистанського походження.
  - Юваль Авів — колишній ізраїльський агент Моссаду, американський консультант з питань безпеки та автор книг з безпеки.
  - Рольф Гьодстед[da] (пом. 2022) — датський поет, письменник, художник.
  - Кьо Ейтю[ja] — південнокорейський бізнесмен, проживає в Японії, впливовий в ділових і злочинних колах, пов'язаний із злочинними колами Південної Кореї.
  - Еріка Енгельстад[no] (пом. 2018) — норвезька археологиня.
- 1948
  - Надін Декоберт[fr] (пом. 2008) — канадська викладачка, письменниця, поетеса.
  - Модульф Аукан[no] — норвезький політик.
  - Станіслав Щербатих (відомий під сценічним псевдонімом Тризубий Стас, пом. 2007) — український бард.
- 1949
  - Стін Ромер Ларсен — датський футболіст.
  - Ерлінг Гельсвік[no] — норвезький письменник, драматург, журналіст і перекладач.
  - Мартін Кольберг[no] — норвезький політик.
  - Даг Гарейде[no] — норвезький громадський лідер, працівник гуманітарних служб, заповідник природи, працівник діалогу та організаційний керівник, письменник.
- 1950
  - Стіг Фог Андерсен[da] — данський оперний тенор.
  - Ріріс Тоха Сарумпает[id] — індонезійська письменниця, доктор філософії, професор.
  - Любен Чаталов[bg] — болгарський кіноактор.
- 1951
  - Едді Лау[en] — гонконзький фешн-дизайнер.
  - Ендрю Леун[en] — гонконзький політик.
  - Гелен Шейвер[ru] — канадська акторка, режисерка і кінопродюсерка.
- 1952
  - Данко Люштіна[hr] — хорватський актор театру, телебачення та кіно.
- 1953
  - Сельман Ада — турецький композитор, диригент оркестру та піаніст.
  - Нізар Далан[id] — індонезійський політик.
  - Фанні Ло — гонконзька політична діячка.
  - Олександр Прокоп'єв — доктор філософії в літературознавстві, письменник.
- 1954
  - Емі Ван[zh] — гонконзька продюсерка.
  - Пек Мен Сук[en] — північнокорейська волейболістка, бронзова медалістка Олімпіади-1972.
- 1955
  - Віталій Анварович Байков — вчений-математик, педагог вищої школи, доктор фізико-математичних наук (1991), професор (1992), заслужений діяч науки Республіки Башкортостан (1997), лауреат премії комсомолу Республіки Башкортостан.
  - Кім Дон Вон — південнокорейський режисер документального кіно.
  - Рахіма Шарипівна Нуріден — казахська журналістка, кандидат наук журналістики, доцент, професор.
  - Стів Джобс (пом. 2011) — американський підприємець і винахідник, співзасновник та генеральний директор Apple Inc.[49] Стів Джобс
  - Ален Прост — французький автогонщик, чотириразовий чемпіон світу з автоперегонів у класі Формула-1, вважається одним з найкращих пілотів Формули-1 за всю її історію.
  - Паймон[tg] — узбецький таджицький поет, педагог, журналіст, перекладач.
- 1958
  - Aska (співачка)[en] — японська автор-виконавець власних пісень.
  - Юмі Акіра[id] — японська акторка, модель.
  - Любомир Малковський[bg] — болгарський співак, гітарист і композитор.
  - Сілвія Пфейфер — бразильська акторка, топ-модель.
  - Хейно Ребане[et] — естонський баскетбольний тренер.
- 1959
  - Нільс Боррінг — датський політик.
  - Бєа Віарда[nl] — нідерландська спортсменка з метання диска, національна рекордсменка.
  - Саймон Вуттон[en] — англійський гравець у крикет.
  - Валентин Геров[bg] — болгарський віоліст.
  - Володимир Горянський — український актор, телеведучий, Народний артист України. Володимир Горянський
  - Лангіт Кресна Харіаді[id] — індонезійський письменник, прозаїк.
  - Нігат Чаодґрі[en] — пакистанська танцюристка.

### 1960—1979

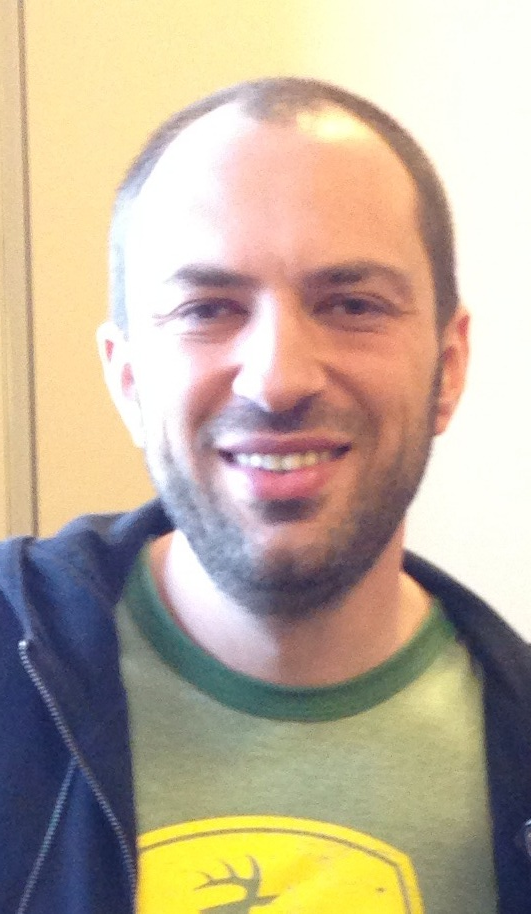
Ян Кум

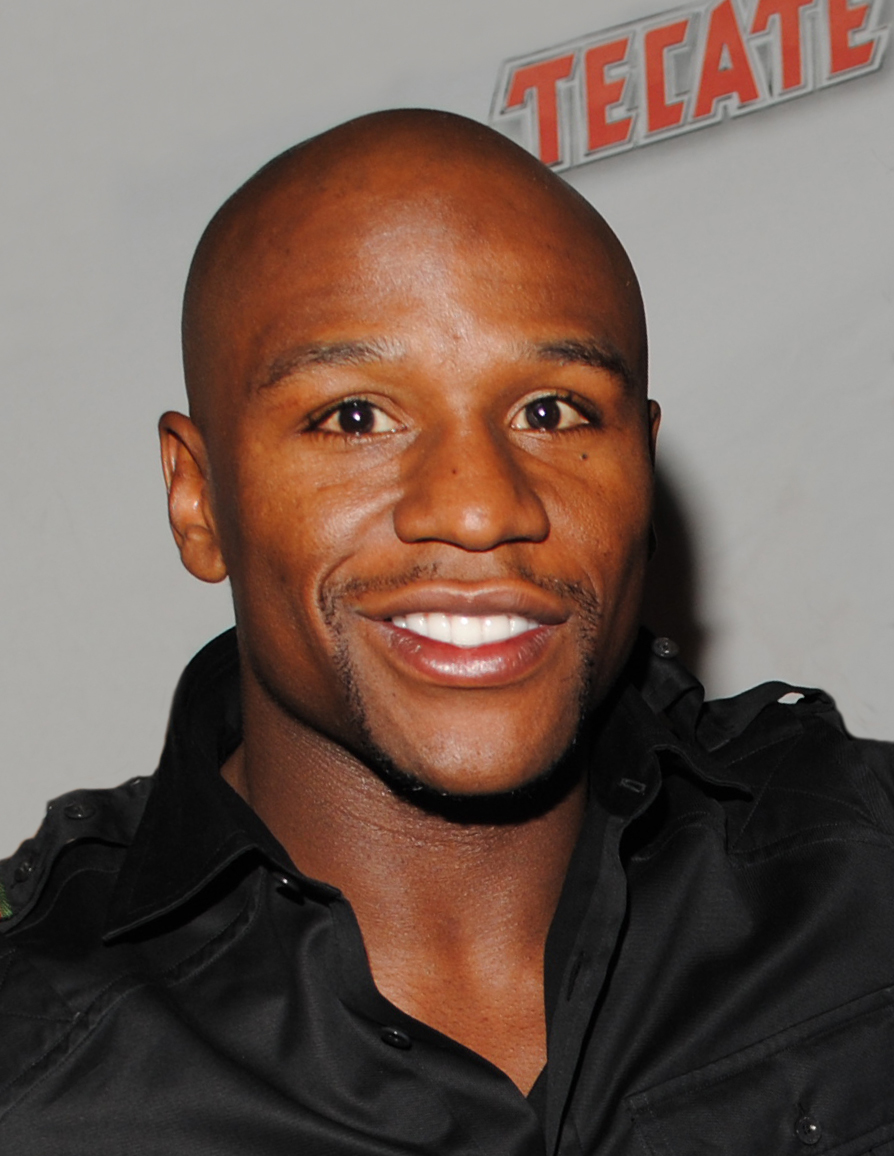
Флойд Мейвезер

- 1960
  - Давид Бар-Хаїм[en] — ізраїльський рабин і викладач, директор Махон Шило (Інститут Шило) в Єрусалимі[50].
  - Єрмаков Олександр Костянтинович[kv] (пом. 2006) — комі-перм'яцький письменник.
  - Валерій Цеков[bg] — болгарський політик, член парламенту.

- 1961
  - Галина Балмош — молдавська юристка і політична діячка; Міністерка соціального захисту, сім'ї та дітей (2008—2009); депутатка парламенту Республіки Молдова.
  - Стоян Матавульц[hr] — хорватський актор театру, телебачення та кіно.
  - Фіруза Давлетшинівна Абдулліна[ba] — башкирська поетеса.

- 1962
  - Анні Ратнаваті — індонезійська економістка.

- 1963
  - Ширлі Малінтон[id] — індонезійська акторка.
  - Нева Чіфтчіоглу — турецька та американська астробіологиня, доктор наук і перша громадянка Туреччини, яка працює у НАСА, також перша турецька жінка, яка була номінована Нобелівську премію в медицині.

- 1964
  - Мухліс Басрі[id] — індонезійський політик.
  - Такаші Нагасако[en] — японський актор.
  - Юдас Сабагалет[id] — індонезійський політик.
  - Девід Сіу[en] — гонконзький актор телебачення.

- 1965
  - Азія — турецька поп-співачка, авторка пісень.
  - Драгомир Драганов[bg] — болгарський музикант, гітарист, композитор, продюсер, видавець.
  - Саяка Морохоші[en] — японський журналіст.

- 1967
  - Ахмад Марзукі[id] — індонезійський військовий, генерал-майор.
  - Лі Йон Сан — південнокорейський футболіст.

- 1968
  - Ахмад бін Алі Аль-Аймі[en] — імам та шановний читець Корану з Саудівської Аравії.
  - Енді Берман[en] — американський актор, режисер, продюсер, сценарист і комік.
  - Мадс Бреное[da] — датський письменник.
  - Жанетт Кен[sv] — шведська оперна співачка (сопрано).
  - Мацумото Наомі[en] — японська софтболістка, срібна медалістка Олімпіади-2000.

- 1969
  - Кейя Асакура[id] — японський актор.
  - Андреа Кастріньяно[it] — італійський дизайнер, телеведучий та блогер.
  - Крістін Нг[en] — гонконзька акторка і співачка.
  - Кім Син У — південнокорейський актор та ведучий токшоу.
  - Адіпура Праба Хасвара[id] — індонезійський актор.
  - Рюсо Цухіно — японський тенісист.
  - Зафарджон Хабібуллоевіч Хусейнов[tg] — таджицький доктор медичних наук, професор.

- 1970
  - Б'ярте Х'єлмеланд[no] — норвезький актор, режисер і співак.
  - Рой Чой[en] — американський шеф-кухар південнокорейського походження.* 1970
  - Людовик Юте[cs] — камерунський футболіст.

- 1971
  - Накамура Кадзумі[en] — японська волейболістка.
  - Деон Томас — американський ізраїльський баскетболіст, чемпіон Ізраїлю та Євроліги.
  - Чан Чжин[en] — південнокорейський театральний та кіно-режисер, драматург, продюсер, актор і телеведучий.

- 1972
  - Карло Нг Ка Лок[zh] — гонконгзький актор.
  - Принцеса Мангкубумі[en] — індонезійська принцеса.
  - Манон Реом[ru] — канадська хокеїстка, дворазова чемпіонка світу.
  - Пуджа Бхатт — індійська акторка, модель, режисерка, продюсерка.

- 1973
  - Хрістіна Пападакі — грецька тенісистка.

- 1974
  - Аокі Такума — японський гонщик-мотоцикліст.
  - Чо Хюн[en] — південнокорейський футболіст.

- 1975
  - Штейнар Саген[no] — норвезький комік, актор, радіоведучий.
  - Гіоргі Санайя (застрелений 2001) — грузинський журналіст.
  - Пуун Ман Тік — гонконзький футболіст, опорний півзахисник.
  - Талал Юсеф — бахрейнський футболіст, півзахисник.

- 1976
  - Макото Ішіі[en] — японський актор.
  - Ян Кум — американський програміст та підприємець українсько-єврейського походження, емігрант з України, розробник месенджера WhatsApp, виконавчий директор Facebook з 2014 року. Ян Кум
  - Сімен Ванген[no] — норвезький музикант.

- 1977
  - Ріфаат Ід[en] — ліванський політик.
  - Міка Мацузава[ru] — японська керлінгістка, чемпіонка.
  - Флойд Мейвезер — непереможний американський боксер-професіонал[51]. Флойд Мейвезер
  - Горан Стоянович[de] — катарський / чорногорський гандболіст.
  - Бішіндеегійн Урантунгалаг[en] — монгольська спортсменка, стрілець з лука
  - Шу Чанг — китайський футболіст, захисник.
  - Себастьян Маррокін — колумбійський архітектор, письменник та син колумбійського наркобарона Пабло Ескобара.

- 1978
  - Гарі[en] — південнокорейський репер.
  - Сакінат Магомедовна Магомедова[ce] — чеченська паратхеквондистка, дворазова чемпіонка світу, чотириразова чемпіонка Європи.
  - Такемія Ююко — японська письменниця.

- 1979
  - Ніколас Білотто[fr] — канадський хокейний тренер італійського походження та колишній хокеїст.

### 1980—1999

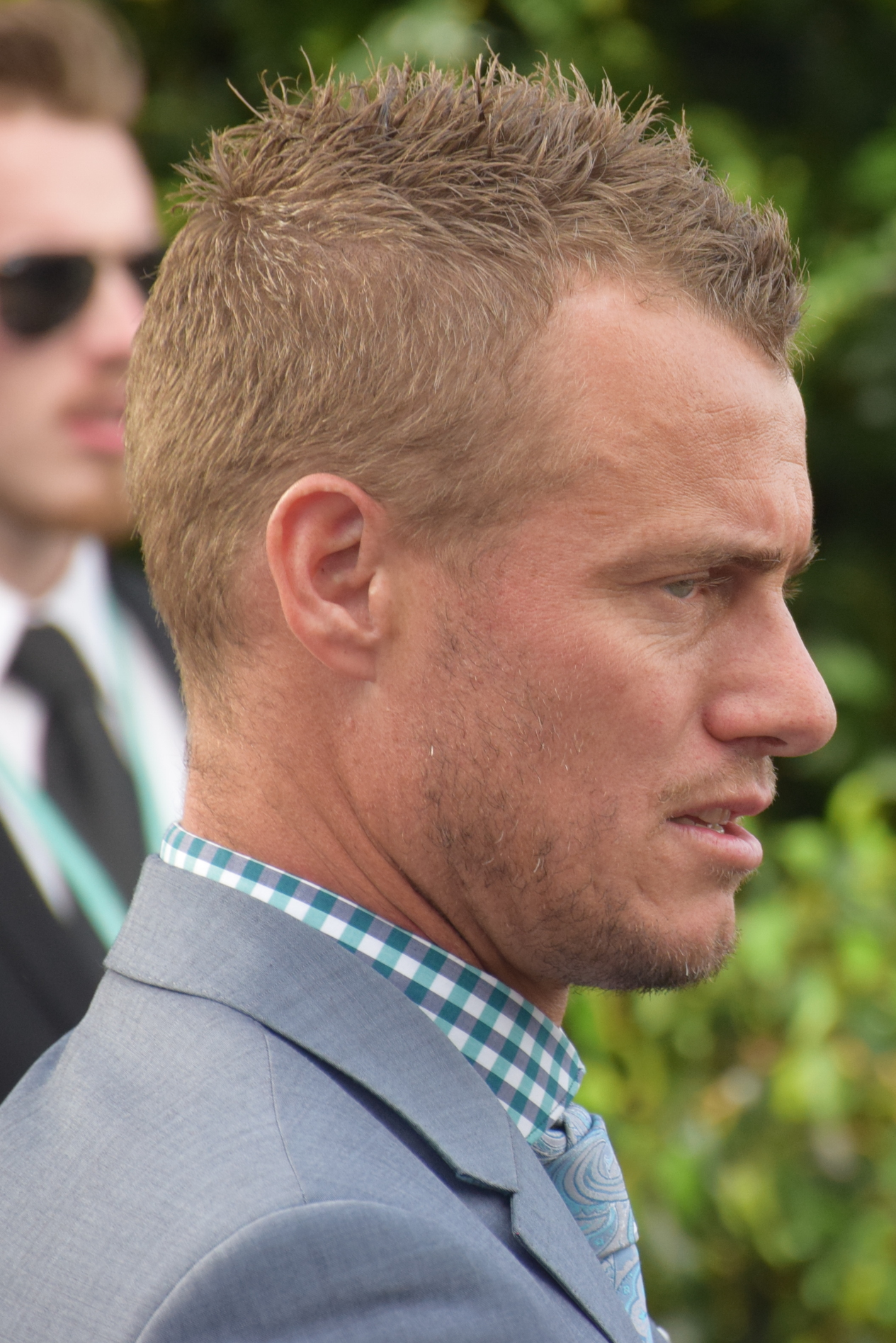
Ллейтон Г'юїтт

- 1981
  - Ллейтон Г'юїтт — австралійський тенісист, колишня перша ракетка світу, неодноразовий переможець турнірів «Великого шолома»[52]. Ллейтон Г'юїтт
  - Джамаль Маайтах[en] — йорданський баскетболіст.
  - Мохаммад Самі[en] — пакистанський крикетист.
  - Еріка Окуда[en] — японська акторка.
  - Мелані Рікардо[id] — індонезійський ведучий радіо, актор, модель.
  - Шепеліна Наталія Володимирівна — російська ватерполістка, дворазова чемпіонка Європи.
  - Лі Янг-джин[en] — південнокорейська модель та акторка.
- 1982
  - Melody. — японська співачка.
  - Чен Вень-сін[en] — тайванська бадмінтоністка.
  - Нова Ріні[id] — індонезійська ведуча новин.
  - Фала Чен[en] — гонконзька акторка і співачка.
- 1983
  - Ендрю Вейн — англійський футболіст.
  - Весам аль-Соус[en] — йорданський баскетболіст.
  - Лі Жуньжунь — китайський спортсмен, стрибун в довжину, бронзовий медаліст чемпіонату світу.
  - Тимур Мінгалієвич Рахматуллін — російський футболіст, воротар.
- 1984
  - Моума Дас — індійська настільна тенісистка.
  - Оніші Місакі[en] — японська бігунка на довгі дистанції.
  - Ніколас Сапутра[en] — індонезійський актор та кінопродюсер.
- 1985
  - Різа Сарасвати[id] — індонезійська співачка, письменниця.
  - Кіт Сіммонс[en] — американський/турецький баскетболіст.
  - Сергій Юрійович Ухарев[en] — російський футболіст.
- 1986
  - Александар Івович — чорногорський гравець у водне поло.
  - Ацусі Кобаяші[en] — японський бейсболіст.
  - Кравченко Анастасія Олександрівна[ru] — російська спортсменка (спортивне орієнтування на лижах), чемпіонка.
  - Кристал Лі[zh] — гонконзька телеведуча та акторка.
- 1987
  - Джасім Амірі[fa] — іранський борець.
  - Марко Джуркович[sr] — сербський баскетболіст.
  - Рой Кійосі[id] — індонезійський екстрасенс, телеведучий та актор.
  - Кім Кю-йонг[en] — південнокорейський підприємець, актор, учасник бой-бенду SS501.
  - Маюко Іваса — японська ведуча, модель та акторка.
  - Енджі Нг[en] — малазійська модель.
  - Тіеко Кавабе — японська співачка.
- 1988
  - Лаудія Сінтія Белла[en] — індонезійська поп-співачка, акторка та зірка мильної опери.
  - Ріха Індріасварі[id] — індонезійська телеведуча новин.
  - Микола Ноєв — таджицький вільний борець.
  - Кхізра Рашіід[en] — пакистанська бадмінтоністка.
  - Сунь Ятін — китайська ватерполістка, чемпіонка світу серед жінок.
- 1989
  - Анас Аль-Дбарат — йорданський футболіст, півзахисник.
  - Ван Тєсінь — китайський спортсмен з академічної греблі.
  - Іваненко Анастасія Вікторівна[ru] — російська плавчиня, чемпіонка світу.
  - Кім Сон Ин[en] — південнокорейська бігунка на далекі відстані, марафонка.
- 1990
  - Богдан Різніч[sr] — сербський баскетболіст.
  - Яо Лей[en] — сінгапурська бадмінтоністка, срібна призерка Ігор Співдружності.
  - Джовіаль да Лопес[id] — індонезійський актор, комік і ютубер.
  - Рю Ин Хі[en] — південнокорейська гандболістка.
  - Тан Чі Чун — тайванський спортсмен (важка атлетика).
- 1991
  - Ахмед Мірза — бахрейнський футболіст, півзахисник.
  - Логвинов Павло Олегович[id] — російський футболіст.
  - Неманя Убович[sr] — сербський гравець у водному поло.
  - На Хє Мі — південнокорейська акторка та модель.
  - Медісон Хаббелл — американська фігуристка.
- 1992
  - Фелісе Янкелль — шведська акторка.
- 1993
  - Андреа Кнепперс — голландська плавчиня (фрістайл).
  - Сейджі Такахаші[en] — японський хокеїст.
  - Ву Сінхань — китайський футболіст, правоногий лівий півзахисник.
- 1994
  - Мухаммед Обейд Ас-Сааді[de] — оманський спринтер.
  - Ангі Шум Йат Ка[zh] — китайська акторка і співачка.
  - Фібріані Ратна Маріта — індонезійська плавчиня.
  - Ауді Фрістя[id] — індонезійська співачка.
- 1995
  - Zi.U[zh] — південнокорейська співачка, учасниця жіночої групи BP Rania.
  - Феблі Гушендра — індонезійський футболіст, захисник.
  - Судзукі Рука — японська фотомодель та акторка.
- 1997
  - Марінус Ваневар — індонезійський футболіст, нападник.
  - Сьюзен Саме[id] — індонезійська акторка і модель.
  - Фуко Ягура[en] — співачка японської дівчачої музичної ідол-групи NMB48.

## XXI століття
- 2000
  - Нана Йонея[zh] — співачка японської дівчачої музичної ідол-групи Keyakizaka46[ru].
  - Франсіска Сарасваті Пуспа Деві[id] — співачка індонезійської ідол-групи JKT48[id].
- 2001
  - Джирают Афісан[id] — таїландський співак.
  - Праева Сутхамгосол Понг[th] — співачка таїландської дівчачої музичної групи BNK48[en].